# Utah Jazz
Die Utah Jazz sind eine Mannschaft der nordamerikanischen Basketballliga NBA. Ihre Heimspiele tragen die Jazz im Delta Center in Salt Lake City, Utah aus.
Die Jazz gehörten in den 1990er Jahren zu den besten Mannschaften der NBA, wurden allerdings nie Meister. Der Kern dieser Mannschaft bestand während dieser Zeit aus Karl Malone und John Stockton, die 18 Jahre gemeinsam für die Jazz spielten. 1997 und 1998 gelang der Mannschaft der Einzug ins NBA-Finale, wo sie jeweils den Chicago Bulls um Michael Jordan unterlag.

## Geschichte

### New Orleans und Maravich Ära (1974–1979)
Die Utah Jazz wurden im Jahr 1974 als New Orleans Jazz gegründet. Der Teamname „Jazz“ geht auf den heimischen Musikstil New-Orleans-Jazz zurück. Bereits vor Beginn der ersten Saison 1974 sorgte der junge Klub für Aufsehen, als man, im Austausch für künftige Draftpicks, Pete Maravich von den Atlanta Hawks verpflichten konnte. Maravich galt während seiner Zeit an der heimischen Louisiana State University als College-Legende und hatte bei den Hawks bereits für Furore gesorgt. Als Lokalmatador und Identifikationsfigur sollte Maravich die Ticketverkäufe steigern. Maravichs spektakuläre Spielweise und die Tatsache, dass er zu den besten Spielern der Liga zählte, sollten einen schnellen sportlichen und finanziellen Aufschwung begünstigen. Zu Beginn wurden die Jazz in die Eastern Conference eingeteilt.

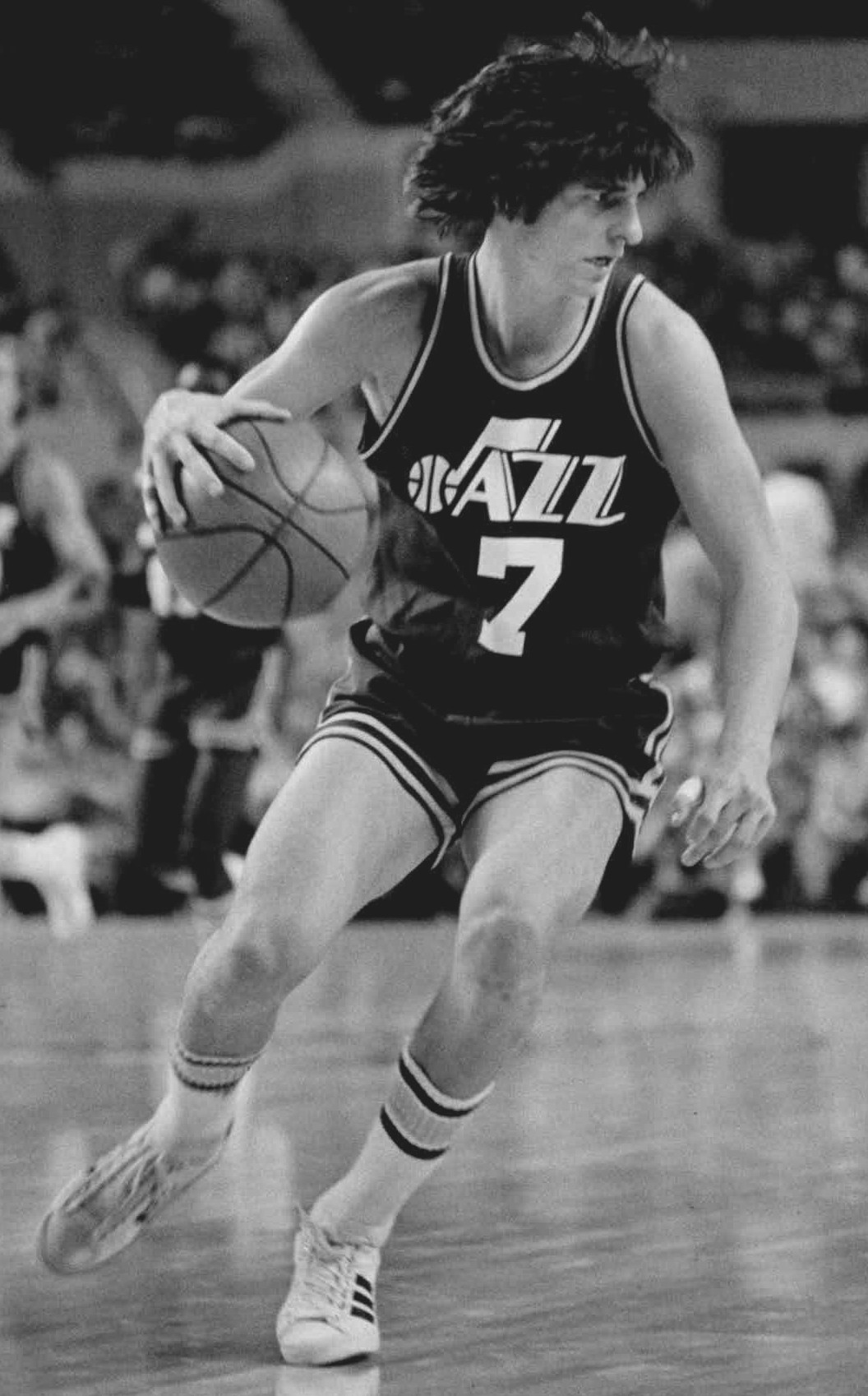
„Pistol Pete“ Maravich (1974–1980)

Mit Pete Maravich als Zugpferd des Franchise schlossen die Jazz ihre erste Saison als schlechtestes Team ab. Das Jahr darauf verbesserte sich der Klub, erreichte jedoch nicht die Playoffs. Die kommenden Jahre in New Orleans waren vor allem von Maravichs Show-Einlagen und seiner hohen Punkteausbeute (1977 gewann Maravich den Titel des besten Scorers der Liga) geprägt. Ein 68-Punkte-Spiel gegen die New York Knicks ist bis heute Jazz-Rekord. Erfolg hatten die Jazz damit keinen. Auch nicht, als die ehemalige NBA-Legende Elgin Baylor zwischen 1977 und 1979 den Posten des Trainers besetzte. Hinzu kamen Maravichs zunehmende Verletzungsprobleme, die ihm seine frühere Explosivität raubten. Kein einziges Mal qualifizierten sich Maravich und sein Team für die Playoffs.
Besonders die Personalpolitik der Jazz war auf kurzfristigen Erfolg mit Stars statt Talenten ausgelegt. So wurden die Rechte an wichtigen Draftpicks, mit denen später unter anderem David Thompson (1975 von den Atlanta Hawks) und Adrian Dantley (1976 von den Baltimore Bullets) gedraftet wurden, für Maravich geopfert.
Besonders erwähnenswert ist ein Tauschgeschäft mit den Los Angeles Lakers 1977. Die Lakers gaben zu jenem Zeitpunkt den alternden Star Gail Goodrich im Austausch für künftige Draftpicks der Jazz ab. Mit einem dieser Picks drafteten die Los Angeles Lakers 1979 NBA-Legende Magic Johnson. Dieser gewann in den 80ern mit den Lakers fünf Mal den NBA-Titel und gilt bis heute als einer der besten Spieler aller Zeiten. Gail Goodrich hingegen beendete seine Karriere bereits 1979. Ebenso verzichteten die Jazz nach der Auflösung der ABA auf die Rechte an Moses Malone zugunsten eines Erstrunden-Draftpicks, der später im Goodrich-Deal zu den Lakers verschifft wurde.
Auch finanzielle und logistische Probleme belasteten den jungen Verein. Die Jazz fanden in New Orleans kaum Unterstützung durch Fans, Investoren und Stadt. Der hohe Mietvertrag mit der heimischen Spielstätte, dem Louisiana Superdome, sowie die anfallende hohe Vergnügungssteuer von 11 % belasteten die Finanzen der Jazz sehr. Verbunden mit der schlechten sportlichen Situation, entschied Teambesitzer Sam Battistone, dass die Jazz sich nach einer neuen Heimat umsehen werden.

### Umzug nach Utah und Dantley-Griffith-Ära (1979–1985)
Die Jazz entschieden sich für Salt Lake City im Bundesstaat Utah. Der Markt war zwar kleiner als in New Orleans, jedoch genoss Basketball in Salt Lake City, nicht zuletzt dank der Utah Stars, die zwischen 1970 und 1976 in der ABA spielten und sehr populär waren, ein hohes Ansehen. Als Spielstätte wurde das Salt Palace mit 12.000 Plätzen bestimmt. Ebenso erfolgte der Wechsel von der Eastern Conference in die Western Conference. Personell wurde der Kader umstrukturiert. Stars wie Spencer Haywood und Truck Robinson wurden verkauft. Auch die Ära Maravich endete mit dessen Verkauf zu den Boston Celtics. Maravich hatte bis zuletzt mit Verletzungen zu kämpfen und beendete nach wenigen Einsätzen für die Celtics seine NBA-Karriere. Dafür wurden die jungen Talente Adrian Dantley und Bernard King verpflichtet. Um beide sollte in den kommenden Jahren ein neues Team aufgebaut werden. Tom Nissalke wurde für Baylor als neuer Trainer verpflichtet. Utah startete ohne große Erwartungen in die neue Saison.

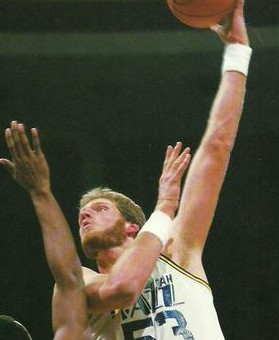
Center Mark Eaton (1982–1994)

Das erste Jahr in Utah schloss die Mannschaft entsprechend schlecht ab. Während Dantley die Erwartungen erfüllen konnte, verließ King Utah, nach einer enttäuschenden Saison, bereits nach einem Jahr in Richtung Golden State Warriors. Die Folge des schwachen Abschneidens war eine hohe Platzierung für den NBA-Draft 1980. Beim Draft stieß mit Rookie Darrell Griffith, der an zweiter Stelle gewählt wurde, ein weiterer Leistungsträger hinzu, der zum Ende der Saison für seine guten Leistungen mit dem NBA Rookie of the Year Award ausgezeichnet wurde. Die Playoffs wurden jedoch erneut verpasst.
Nachdem Nissalke 1981 wegen Erfolglosigkeit entlassen worden war, übernahm mit Frank Layden der bisherige Manager und Präsident den Posten des Cheftrainers. Layden sollte dieses Amt bis 1988 behalten, bevor er es an Jerry Sloan abtrat, um weiterhin als Manager und Präsident der Jazz zu fungieren.
In der Saison 1981/82 bildeten Griffith und Dantley eines der gefährlichsten Offensivduos der Liga. Beide erzielten über 20 Punkte pro Spiel; für Dantley folgte eine Berufung in das NBA All-Star Game. Der sportliche Erfolg blieb jedoch weiterhin aus und die zunehmend prekäre finanzielle Lage bereiteten den Jazz erneut Probleme.
Beim NBA-Draft 1982 wählten die Utah Jazz mit Dominique Wilkins einen künftigen All-Star und Hall-of-Famer aus. Jedoch weigerte sich Wilkins, für die Jazz auf Korbjagd zu gehen. Der Unwille Wilkins sowie die finanzielle Lage zwangen die Jazz zum Handeln. So wurde Wilkins noch vor Beginn der Saison zu den Atlanta Hawks verkauft. Die Mannschaft erhielt im Gegenzug für Wilkins John Drew, Freeman Williams und eine Million US-Dollar. Mit Mark Eaton hingegen, der beim Draft an 72. Stelle gezogen wurde, gelang den Jazz ein Glücksgriff. Die Besetzung mit Topscorer Dantley, Guard Griffith, Center Eaton, Spielmacher Rickey Green und Drew als bestem Sixth Man hatte einen gewichtigen Anteil daran, dass sich die Jazz in der darauf folgenden Saison verbesserten. Für die Playoffs hatte es dennoch wieder nicht gereicht. Beim NBA-Draft 1983 wurden mit Thurl Bailey und Bob Hansen zwei weitere Schlüsselspieler ausgewählt.
Die Saison 1983/84 stand unter einem schlechten Stern. Das Franchise erwirtschaftete keine Gewinne, so dass ein erneuter Umzug im Raum stand. Sportlich entwickelte das Team sich jedoch weiter. So konnte man 1984 erstmals den Midwest-Division-Titel gewinnen und erreichte ebenfalls zum ersten Mal in der Vereinsgeschichte die Playoffs. Layden wurde mit dem NBA Coach of the Year Award sowie mit dem NBA Executive of the Year Award ausgezeichnet. Von diesem Zeitpunkt an erreichten die Utah Jazz bis 2003 ununterbrochen die Playoffs, womit dies die zweitlängste Serie dieser Art in der NBA-Geschichte ist. In den Playoffs von 1984 unterlagen sie schließlich in der zweiten Runde den Phoenix Suns.

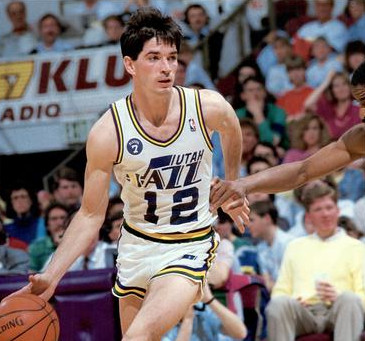
John Stockton (1984–2003)

### Geburt von „Stockalone“ (1985–1990)
Während des NBA-Draft 1984, zu dem sich spätere Superstars wie Michael Jordan, Hakeem Olajuwon und Charles Barkley angemeldet hatten, wählten die Utah Jazz mit dem 16. Pick den unbekannten Point Guard John Stockton. Von den Jazz-Fans wurde die Auswahl mit Buhrufen quittiert. Stockton spielte zunächst hinter Rickey Green als Ersatzspielmacher. Verglichen mit den Rookies Jordan, Barkley und Olajuwon, verlief sein erstes Jahr entsprechend unspektakulär. Unterdessen entwickelte sich Mark Eaton zu einem wichtigen Verteidigungsspieler der Jazz und besten der NBA. In der Offensive limitiert, wurde der 2,24 m große Eaton mit durchschnittlich 5,6 Blocks und 11,3 Rebounds pro Spiel zum NBA Defensive Player of the Year der Saison 1984/85 gekürt. Diesen Titel konnte er 1989 nochmals erringen. Utah erreichte erneut die zweite Playoff-Runde, scheiterte jedoch gegen die geballte Offensivstärke der Denver Nuggets.
Im April 1985 kaufte der aus Salt Lake City stammende Larry H. Miller für 8 Millionen US-Dollar 50 % der Teamanteile und wurde neben Battistone Co-Eigentümer des Teams. Beim NBA-Draft 1985 wählten die Utah Jazz mit dem 13. Pick den Power Forward Karl Malone. Bereits in seiner Rookie-Saison überzeugte Karl Malone und drängte in die Startformation des Teams. Er verdrängte schließlich Bailey und ergänzte Dantley im Frontcourt. Mit 14,9 Punkten und 8,9 Rebounds pro Spiel erzielte er respektable Statistiken für einen Spieler, der nicht als einer der ersten zehn gedraftet wurde. Bei der Wahl zum Rookie of the Year landete Malone auf dem dritten Platz. Mit dem verletzten Griffith konnte Utah nur etwa 50 % der Spiele gewinnen und schied in den Playoffs in der ersten Runde gegen die Dallas Mavericks aus.
Die Off-Season 1986 wurde durch wilde Spekulationen über einen Umzug der Jazz befeuert. Battistone erhielt ein Angebot, seinen Anteil der Jazz an zwei Geschäftsleute aus Minneapolis zu verkaufen. Dies hätte im Fall einer erfolgreichen Transaktion einen erneuten Umzug der Jazz zur Folge gehabt. Larry H. Miller stemmte sich jedoch gegen diesen Deal. Um einem endgültigen Verkauf zu entgehen, kaufte Miller für 14 Millionen US-Dollar die verbleibenden 50 % der Anteile von Battistone und hielt damit die Jazz in Salt Lake City. Die beiden Geschäftsleute aus Minneapolis gründeten später die Minnesota Timberwolves, die 1989 in die NBA aufgenommen wurden.
In der Saison 1986/87 wurde Topscorer Adrian Dantley zu den Detroit Pistons abgegeben. Im Gegenzug wechselte Kelly Tripucka nach Utah. Tripucka, vorher ein Star in Detroit, konnte sich mit seiner neuen Rolle als Auswechselspieler nicht anfreunden, weswegen er 1988 zum Expansion Draft freigestellt wurde und ohne Gegenwert zu den Charlotte Hornets wechselte. Karl Malone entwickelte sich in dieser Saison zum Leistungsträger der Jazz. Trotz der erneuten Verletzung von Griffith konnten die Jazz dank Hansen und dem aufstrebenden Stockton die Playoffs erreichen.

### Mühsamer Aufstieg (1990–1996)

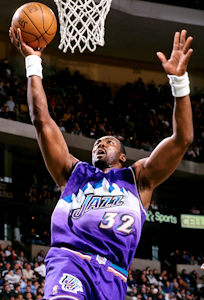
Karl Malone (1985–2003)

Zu Beginn der Saison 1987/88 ersetzte Stockton Rickey Green als startenden Spielmacher. Karl Malone gehörte mittlerweile zu den besten Power Forwards der Liga. Auch Stockton gehörte am Ende der Saison zu den besten Spielern der Liga auf seiner Position des Point Guards. Er war insbesondere für seine Pässe und harte Verteidigung bekannt, während Malone als Scorer und Rebounder glänzte. Viele Punkte von Malone gingen auf Stocktons Vorlagen (Assists) zurück. Beide beherrschten den Pick and roll-Spielzug so hervorragend, dass sie als „Stockalone“ ligaweit bekannt wurden. Unterstützt wurden sie dabei von Eaton, Griffith, Hansen und Bailey, der mit fast 20 Punkten pro Spiel als zweite Angriffsoption von der Bank kommend eine gute Saison spielte und mit Malone ein talentiertes Forward-Duo bildete. Ab 1988 übernahm der bisherige Assistenztrainer Jerry Sloan die Aufgabe des Cheftrainers. Frank Layden wechselte hingegen wieder in die Geschäftsstelle.
Die Saison 1988/89 schlossen die Jazz erfolgreich ab. Mit einem Rekord von 51 Siegen konnte das Team erneut den Titel der Midwest Division gewinnen. Stockton, Malone und Eaton wurden ins NBA All-Star Game berufen. Nachdem sie sich gegen die Lakers in der vergangenen Saison erst im siebten Spiel geschlagen geben mussten, waren die Erwartungen in diesem Jahr umso höher. Jedoch wurden sie von den schwächer eingeschätzten Golden State Warriors gleich in der ersten Runde eliminiert. In der Saison darauf zeichnete sich ein leiser Umbruch im Team ab. Trainer Sloan, der als Verteidigungsexperte galt, ersetzte den verletzungsanfälligen Griffith durch den bisherigen Edelverteidiger- und reservisten Hansen. Bailey wurde von Rookie Blue Edwards bedrängt und Eatons Karriere befand sich auf dem absteigenden Ast. Dennoch verbesserten die Jazz ihre Saisonbilanz dank Karrierebestwerten von Malone in Punkten und Stockton in Assists. Die schnelle Ernüchterung folgte jedoch bereits in der ersten Runde der Playoffs, als man gegen die Phoenix Suns ausschied.
Die neue Saison begannen die Jazz ohne Hansen, der für Jeff Malone abgegeben wurde. Jeff Malone entwickelte sich zum wichtigsten Leistungsträger neben dem Duo Stockton/Malone und erzielte in seinem ersten Jahr für die Jazz 18,6 Punkte. Jedoch folgte erneut nach einer guten Saison, das frühe aus in den Playoffs. Zum Saisonende hin beendete Darrell Griffith seine Karriere. Die Saison 1991/92 begannen die Jazz im neuen Delta Center, das Platz für 19.111 Zuschauer bot. Bereits früh in der Saison trennten sich die Jazz von Bailey, dessen Leistungen mittlerweile fielen, und bekamen mit Tyrone Corbin einen exzellenten Verteidiger von den Minnesota Timberwolves. Erneut gewann das Team den Titel in der Midwest Division und stand nach Seriensiegen gegen die Los Angeles Clippers und Seattle SuperSonics erstmals im Western Conference-Finale. Gegner waren wie schon im Jahr zuvor die Trail Blazers um Starspieler Clyde Drexler. Die Serie wurde mit 4:2 verloren. Die Saison 1992/93 wurde die letzte für Mark Eaton, der aufgrund von Verletzungen und seiner mittlerweile 36 Jahre seine Karriere beendet hatte. Nachdem sie in der ersten Runde gegen die Seattle SuperSonics ausgeschieden waren, wurde während der Postseason Felton Spencer als neuer Center für Eaton verpflichtet.
Während der Saison 1993/94 verstärkte Tom Chambers die Mannschaft. Mitten in der Saison verkauften die Jazz Jeff Malone im Austausch für den Distanzspezialisten Jeff Hornacek zu den Philadelphia 76ers. Erneut konnten die Utah Jazz bis in das Western Conference-Finale vorzustoßen, wo sie jedoch dem späteren Meister, den Houston Rockets, unterlagen.
1994/95 wurden die Jazz erstmals als Titelfavorit geführt. Zudem führten die Jazz mit dem Jazz Bear erstmals ein eigenes Maskottchen ein. Trotz der Verletzung von Spencer gelang eine Rekordbilanz von 60:22. Malone erzielte 13 Spiele in Folge die meisten Punkte auf dem Feld und Stockton gab die meisten Assists (oder mindestens gleich viele) – eine Bestmarke, die heute noch besteht (15. Dezember 2012). Trotz besserer Saisonbilanz und Heimvorteil wurden die Jazz bereits in der ersten Playoff-Runde abermals von den Houston Rockets ausgeschaltet. Auch in jenem Jahr gewannen die Rockets den NBA-Titel. Beim NBA-Draft 1995 wählten die Jazz mit Center Greg Ostertag auf der Centerposition einen wichtigen Baustein für die kommenden Jahre. 1996 erreichten die Utah Jazz zum dritten Mal das Western Conference-Finale und scheiterten knapp an den Seattle Supersonics um den deutschen Star Detlef Schrempf.

### NBA-Finale und letzte Jahre von Stockalone (1997–2003)
Wie jedes Jahr starteten die Jazz in die Saison 1996/97 als Mitfavorit auf den Meistertitel. Das Team hatte eine gute Mischung aus erfahrenen Spielern wie Malone, Stockton, Hornacek, Chris Morris und Antoine Carr, jungen Spielern wie Bryon Russell, Greg Ostertag, Howard Eisley und Shandon Anderson sowie mit Jerry Sloan einen herausragenden Trainer. Utah stellte mit einer 64:18-Bilanz erneut einen Teamrekord auf und wies zum Ende der Saison die beste Bilanz der Western Conference auf. Malone erhielt für seine Leistungen (27,4 Punkte, 9,9 Rebounds und 4,5 Assists) den MVP-Award der Saison. Erneut erreichten die Jazz das Western-Conference Finale gegen den Playoff-Rivalen Houston Rockets. Nach einem zähen Kampf und dank Stocktons entscheidendem Dreipunktwurf im sechsten Spiel der Serie erreichten die Utah Jazz zum ersten Mal das NBA-Finale. Dort trafen die Jazz auf den Titelverteidiger, die Chicago Bulls um Michael Jordan und Scottie Pippen. Die Best-of-Seven-Serie verloren die Jazz mit 2:4. Besonders Karl Malone zeigte in den entscheidenden Momenten eine schwache Leistung und strauchelte oft von der Freiwurflinie. Die Saison darauf ging das Team mit einem nahezu unveränderten Kader an. John Stockton fiel zwar aufgrund einer Knieverletzung die ersten 18 Spiele aus, den Jazz gelang es dennoch, die Saison mit 62:20 als erster der Western Conference abzuschließen. Mit dem gealterten Trio Stockton, Malone und Hornacek (durchschnittlich 34,3 Jahre alt) zogen die Jazz nach Siegen gegen die Rockets, San Antonio Spurs und Lakers zum zweiten Mal nacheinander ins NBA-Finale ein. Gegner waren abermals die Chicago Bulls mit Michael Jordan, denen sich die Jazz erneut mit 2:4 geschlagen geben mussten.
Nach dem Lockout 1998 fanden nur 50 anstelle der üblichen 82 Spiele statt. Die Utah Jazz galten nach Michael Jordans Rücktritt und dem Zerfall der Chicago Bulls als erster Titelfavorit. Doch Utah gelang es nicht, sich als beste Mannschaft des Westens zu qualifizieren. Malone gewann trotz allem seinen zweiten MVP-Award und die Jazz legten eine 37:13 Bilanz hin. In den Playoffs scheiterten die Utah Jazz in der zweiten Runde an den jungen Portland Trailblazers. Frank Layden trat als Manager zurück. Sein Amt übernahm fortan Kevin O’Connor. Ein Jahr später scheiterten die Jazz erneut in der zweiten Runde an den „Blazers“. Mit dem Ausscheiden endete die Karriere von Jeff Hornacek.
Im Sommer 2000 wurden mit der Verpflichtung von Donyell Marshall und der Draftauswahl von High-School-Talent DeShawn Stevenson sowohl junge als auch mit Danny Manning und John Starks erfahrene Spieler verpflichtet. Die Jazz scheiterten dieses Mal in den Playoffs nach einer 2:0-Führung gegen die Dallas Mavericks um Dirk Nowitzki und Steve Nash mit 3:2. In der Saison 2001/02 gab mit Rookie Andrei Kirilenko ein hoffnungsvolles Talent sein Debüt in der NBA und überzeugte bereits in seinem ersten Jahr. Nach einer 44:38-Bilanz folgte das Aus in der ersten Runde gegen die Sacramento Kings um Chris Webber. Zur Saison 2002/03 verließen Marshall und Russell die Jazz als Free Agents. Utah reagierte mit der Verpflichtung Matt Harprings von den Philadelphia 76ers. Harpring schaffte in Utah seinen Karriere-Durchbruch und ergänzte die alternden Stars Stockton und Malone perfekt. Bei der Wahl zum NBA Most Improved Player Award belegte Harpring den zweiten Platz. Utah scheiterte erneut gegen die Kings. Mit dem Ausscheiden endete auch die fast zwanzigjährige „Stockalone“-Ära. John Stockton trat im Alter von 41 Jahren vom professionellen Sport zurück. Karl Malone hingegen unterschrieb einen Vertrag bei den Los Angeles Lakers, um einen letzten Versuch auf die Meisterschaft zu starten, die ihm jedoch verwehrt blieb.

### Umbau und Erfolglosigkeit (2003–2006)

Logo von 2004 bis 2010

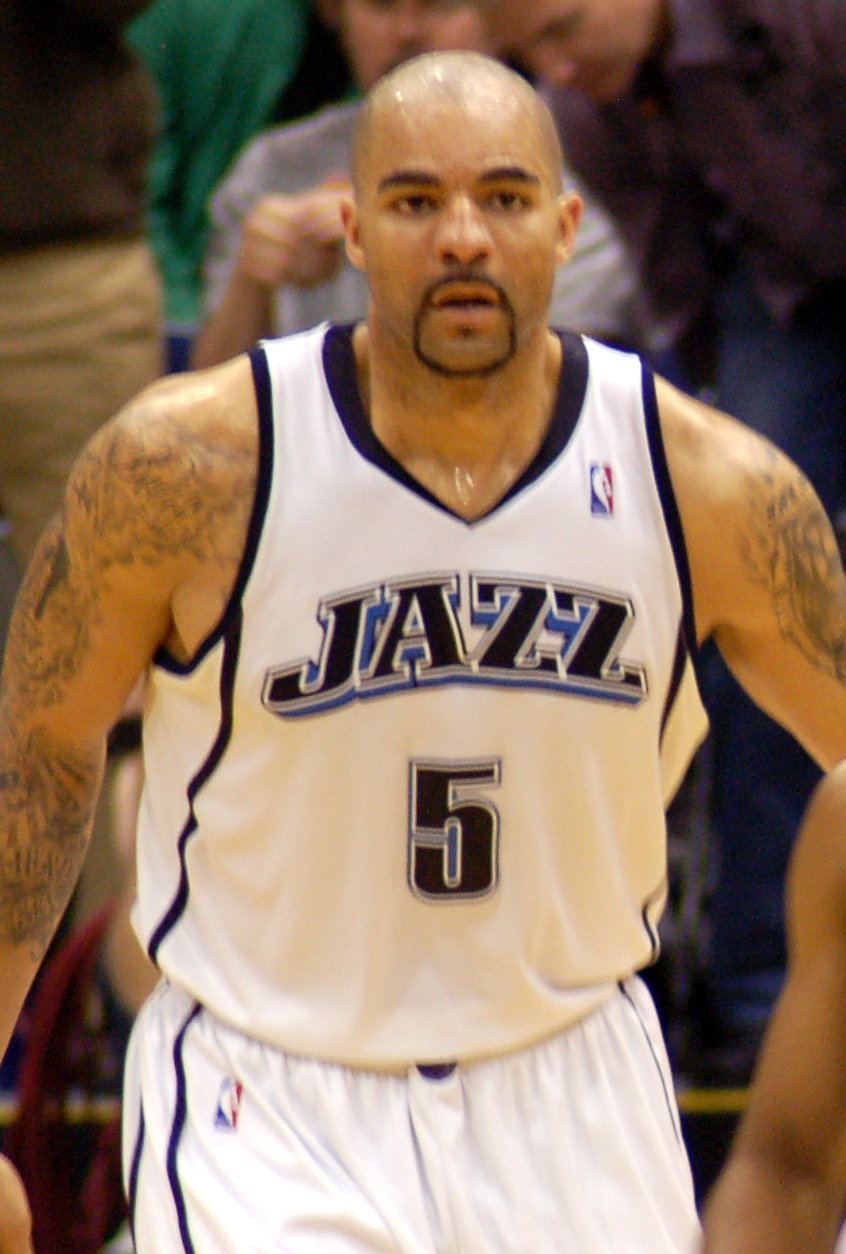
Carlos Boozer (2004–2010)

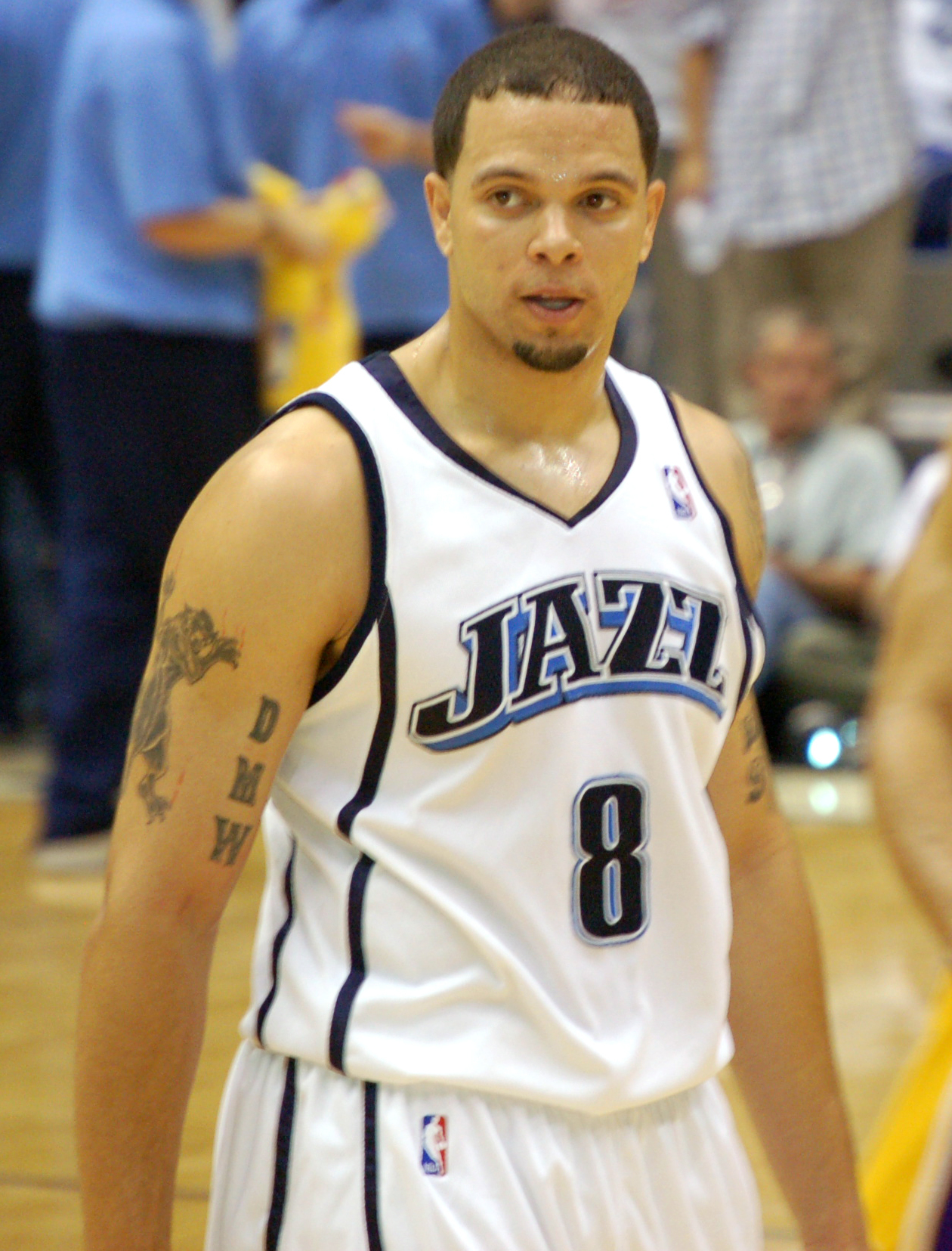
Deron Williams (2005–2011)

Während des Sommers 2003 bemühten sich die Jazz mit einem hohen Gehaltsspielraum um die Verpflichtung junger Spieler wie Corey Maggette und Jason Terry. Jedoch zogen die Clippers bei Maggette und die Hawks bei Terry mit den Angeboten der Jazz gleich, womit ein Wechsel scheiterte. Vor der Saison 2003/04 wurden die Jazz von vielen NBA-Experten als Lottery-Team belächelt. Ohne einen Starspieler in der Mannschaft wurde dem Team einer der letzten Plätze in der Liga prognostiziert. Die Mannschaft der Jazz bestand überwiegend aus Rollenspielern wie Ostertag, Raja Bell und Carlos Arroyo sowie Talenten wie Kirilenko, Stevenson (während der Saison für Gordan Giriček eingetauscht) und Raül López. Eine Verletzung Harprings, wodurch er nur 31 Spiele auflaufen konnte, verschlechterte die Prognose. Doch die Jazz überraschten viele Skeptiker und erreichten eine 42:40-Bilanz. Kirilenko spielte eine sehr gute Saison, die mit einer All-Star-Berufung belohnt wurde. Bell und Arroyo entwickelten sich zu wichtigen Schlüsselspielern. Jerry Sloan erreichte bei der Auswahl des NBA Coach of the Year Award den zweiten Platz. Die Playoffs wurden erwartungsgemäß und zum ersten Mal seit 1984 knapp verpasst.
Im Sommer 2004 wurden mit Forward Carlos Boozer und dem türkischen Center Mehmet Okur zwei künftige Eckpfeiler des Vereins unter Vertrag genommen. Die Verträge von Arroyo und Giricek wurden verlängert. Im NBA-Draft 2004 sicherte sich Utah die Recht an Kris Humphries an 14. Stelle und Kirk Snyder an 16. Stelle. Pavel Podkolzin der an 21. Stelle gedraftet wurde, wurde für einen zukünftigen Draftpick weggetauscht. Dennoch kämpften die Jazz während der Saison 2004/05 mit Verletzungen. Boozer, Kirilenko, Arroyo und Lopez fielen große Teile der Saison aus. Entsprechend schlecht schlossen die Jazz die Saison, die schlechteste seit 1981/82, mit 26:56 ab.
Beim NBA-Draft 2005 erhielten die Jazz den sechsten Pick zugesprochen. Kurz vor dem Draft einigten sie sich mit den Portland Trail Blazers auf einen Trade, der den sechsten Pick plus zwei weitere Draftpicks gegen den dritten Pick der Blazers eintauschte. Somit war es Utah möglich gewesen, seinen Wunschkandidaten, Point Guard Deron Williams von der University of Illinois, zu verpflichten. Eine weitere Draftverpflichtung war das High-School-Talent C. J. Miles an 34. Stelle. Bell und Lopez verließen die Jazz in Richtung Phoenix Suns und Greg Ostertag kehrte, nach einem Jahr bei den Sacramento Kings, nach Salt Lake City zurück.
Erneut waren Boozer, Kirilenko und Giricek von Verletzungen geplagt. Dennoch blieb das Team lange Zeit im Rennen um die Playoffs, ehe man knapp scheiterte. Zum Saisonende gab Ostertag seinen Rücktritt bekannt. Insgesamt spielte Ostertag zehn seiner elf Profijahre in Utah. Beim NBA-Draft 2006 wählten die Jazz mit Guard Ronnie Brewer an 14. Stelle und Forward Paul Millsap an 47. Stelle zwei weitere Schlüsselspieler für die Zukunft. Außerdem wurde Deron Williams mit Derek Fisher ein erfahrener Point Guard an die Seite gestellt.

### Okur-Boozer-Williams-Ära (2006–2010)
Viele Experten sahen die jungen Jazz auf dem Weg in die Playoffs. Die Saison 2006/07 verhalf Boozer, Okur und Williams zum Durchbruch. Boozer und Okur wurden erstmals ins All-Star-Game berufen, jedoch nahm Boozer verletzungsbedingt nicht teil. Williams legte mit 9,3 Assists den dritthöchsten Wert der Liga auf. Auch Rookie Paul Millsap überraschte als Boozer-Ersatz und gehörte zu den besten Rookies seines Jahrgangs. Einzig Kirilenko zeigte schwankende Leistungen, die mit Verweis auf seinen hochdotierten Vertrag für negative Kritik sorgten. Utah erreichte mit 51:31 erstmals seit 2003 die Playoffs. Als fünftbestes Team der Western Conference gelang der Mannschaft nach Siegen gegen die Rockets und Warriors der Einzug in das Western Conference-Finale. Dort standen sie den weitaus erfahreneren und spielerisch überlegenen San Antonio Spurs um Superstar Tim Duncan gegenüber. Die Serie ging mit 1:4 verloren, während die Spurs später den NBA-Meistertitel gewannen. Boozer und Williams wurden von da an als junge Kopie von Malone und Stockton gefeiert. Fans und Experten trauten dem jungen Jazz-Team eine Meisterschaft in naher Zukunft durchaus zu.
In der Off-Season 2007 verließ Derek Fisher die Jazz. Der Grund war die Krebserkrankung seiner Tochter. Um näher bei ihr in Los Angeles sein zu können, bat Fisher die Jazz um eine Vertragsauflösung. Das Jazz-Management stimmte der Auflösung zu. Fisher war während seines Aufenthalts in Utah zum Publikumsliebling aufgestiegen. Später unterschrieb Fisher einen Vertrag mit den Los Angeles Lakers. Für Kontroversen sorgten Aussagen von Kirilenko: Nachdem er mit Russland die Basketball-Europameisterschaft 2007 gewonnen hatte, forderte Kirilenko einen Wechsel, da er mit seiner Rolle bei den Jazz nicht zufrieden war. Seiner Aufforderung wurde jedoch nie entsprochen.
Während der Saison 2007/08 wurde Kyle Korver für Gordan Giriček von den Philadelphia 76ers verpflichtet. Die Jazz starteten sehr gut in die Saison. Kirilenko, der vorher einen Trade gefordert hatte, akzeptierte seine Rolle als Edelverteidiger und Energizer. Boozer stieg endgültig in die Riege der besten Power Forwards der Liga auf, nachdem er seine zweite All-Star-Nominierung erhalten hatte. Williams hingegen entwickelte sich neben Chris Paul und Steve Nash zu einem der besten Point Guards und legte mit 10,5 Assists pro Spiel einen Karriererekord hin. Mit 54:28 qualifizierten sie sich für die Playoffs. Die Jazz wiesen mit 37 von 41 gewonnenen Heimspielen die beste Heimbilanz auf. Erneut besiegte die Mannschaft die Rockets in der ersten Runde, verlor jedoch anschließend gegen die Lakers.

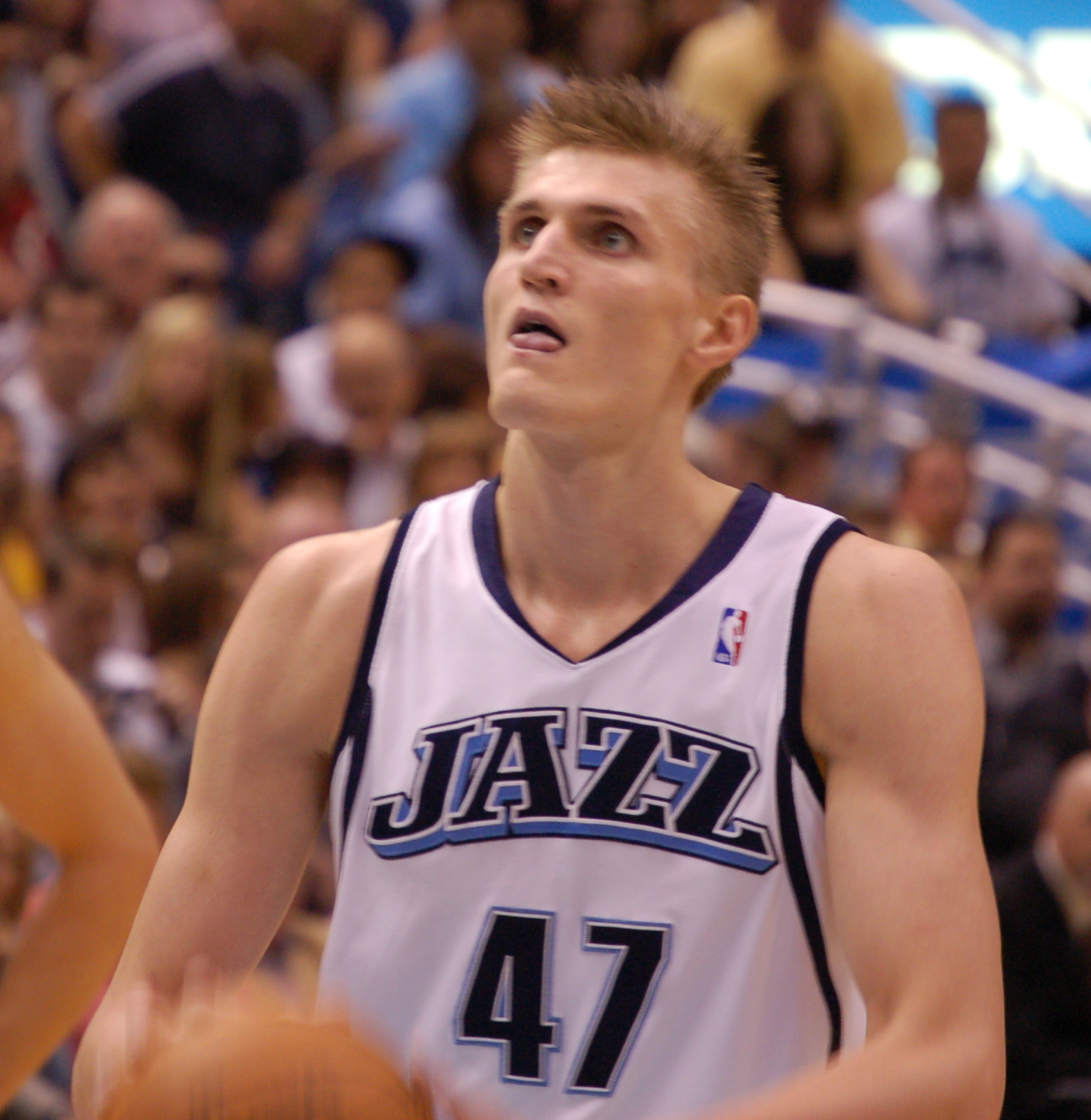
Andrei Kirilenko im Jazztrikot (2001–2011)

Unverändert gingen die Jazz in die Saison 2008/09. Eine Verletzung von All-Star Boozer, durch die er etwa die Hälfte der Saison ausfiel, konnte Millsaps, der seinen Durchbruch feierte, mit guten Leistungen aufgefangen. Ebenso fehlten Okur und Williams einige Spiele. Eine schwache Auswärtsbilanz konnte mit einer exzellenten Heimbilanz ausgeglichen werden. Am 20. Februar verstarb der langjährige Jazz-Besitzer Larry H. Miller an den Folgen von Diabetes. Seither führten seine Frau Gail und Sohn Greg Miller das Franchise bis 2020 als Besitzer. Mit 48:34 qualifizierten sich die Jazz als achtbestes Team für die Playoffs. Chancenlos scheiterten sie erneut an den Lakers, die die beste Bilanz der Western Conference aufwiesen. Mit Rod Hundley ging nach 35 Jahren die „Radiostimme der Jazz“ in den Ruhestand. Sowohl Hundley als auch Miller wurden von den Jazz geehrt, indem ihre Namen in Form eines Mikrofons und einer Rückennummer unter dem Hallendach der EnergySolutions Arena aufhängt wurden.
Die Jazz verstärkten sich ab der neuen Saison mit den Rookies Eric Maynor und Wesley Matthews. Maynor wurde mitten in der Saison mit dem zuletzt häufig verletzten Matt Harpring nach Oklahoma City transferiert. Im Gegenzug erhielten die Jazz die Rechte an Peter Fehse. Ebenso wurde der startende Shooting Guard Ronnie Brewer zu den Memphis Grizzlies weggetauscht. Mit den Transaktionen wollten die Jazz Gehaltskosten einsparen, die durch die hochdotierten Verträge von Williams, Okur, Kirilenko und Boozer den Salary Cap belasteten. Die Personalpolitik wurde besonders von Deron Williams kritisiert, der das Team durch die Transaktion schwächer werden sah. Für Aufsehen sorgte Carlos Boozer, der öffentlich einen Wechsel forderte. Trotz seines auslaufenden Vertrages behielten die Jazz Boozer bis zum Saisonende. Sportlich lief es gut für die Jazz. Williams wurde erstmals ins NBA All-Star-Game berufen. Boozer legte mit 19,7 Punkten und 11,7 Rebounds bei nur vier verpassten Spielen eine konstante Saison hin. Kyle Korver stellte einen NBA-Rekord in verwandelten Dreipunktewürfen auf, während Matthews als Ersatz für Brewer eine überzeugende Rookie-Saison spielte. Erneut qualifizieren sich die Jazz für die Playoffs. Nach dem Erstrunden-Sieg gegen die Denver Nuggets, scheiterten die Jazz wiederum an den Lakers.
Beim NBA-Draft 2010 zogen die Utah Jazz, via New York Knicks, mit Gordon Hayward erstmals seit 2005 unter den Top zehn. Carlos Boozer verließ die Utah Jazz als Free Agent und wechselte in Form eines Sign-and-Trade zu den Chicago Bulls. Die Jazz erhielten eine Trade Exception in Höhe von 13 Million US-Dollar. Mit dieser Exception verpflichteten die Jazz mit Al Jefferson von den Minnesota Timberwolves einen adäquaten Boozer-Ersatz. Wesley Matthews folgte einem Angebot von den Portland Trail Blazers, während Korver ebenfalls zu den Bulls wechselte. Raja Bell hingegen wurde wieder zurück zu den Jazz gelockt.

### Al Jefferson-Ära: Rückfall in die Mittelmäßigkeit (2010–2013)

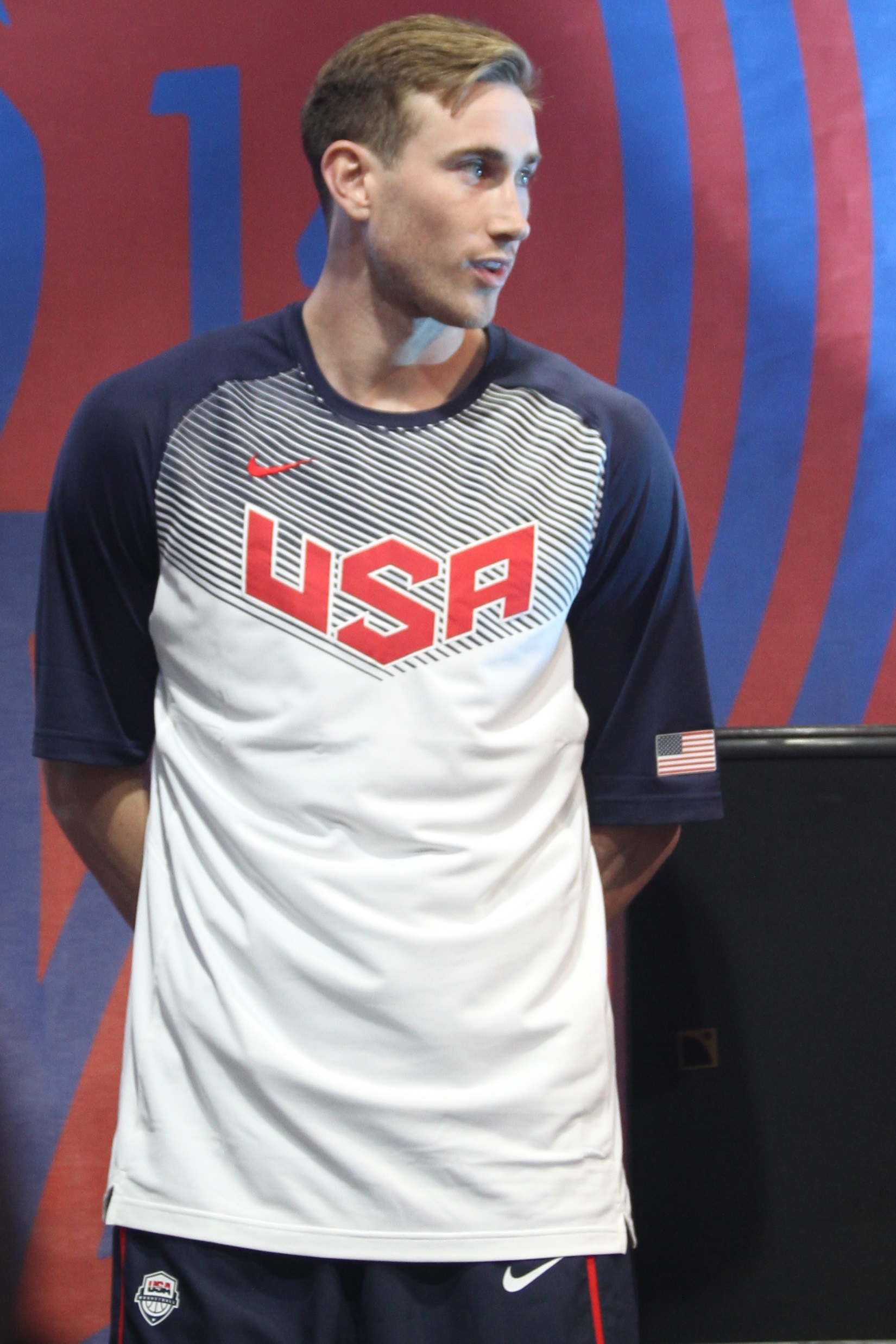
Gordon Hayward spielte von 2010 bis 2017 für die Jazz

Das Logo der Jazz von 2010 bis 2016

Die Jazz starteten mit Vorschusslorbeeren in die neue Saison. Bis Mitte Januar wiesen die Jazz eine 27:13-Bilanz auf und befanden sich auf einem sicheren Playoff-Platz. Danach setzte eine Negativserie ein und Utah gewann nur vier von 14 Spielen. Nach einer Niederlage gegen die Chicago Bulls am 10. Februar 2011 gab Trainer Jerry Sloan seinen Rücktritt bekannt. Sloan war mit 23 Jahren für die Jazz der bis dato dienstälteste Trainer im US-Profisport. Sein Nachfolger wurde Assistenztrainer und Ex-Jazzspieler Tyrone Corbin, Assistenztrainer wurde der Sohn von Frank Layden, Scott Layden. Eine Woche später wurde Jazz-Ikone Jeff Hornacek ebenfalls als Assistenztrainer in den Trainerstab aufgenommen.

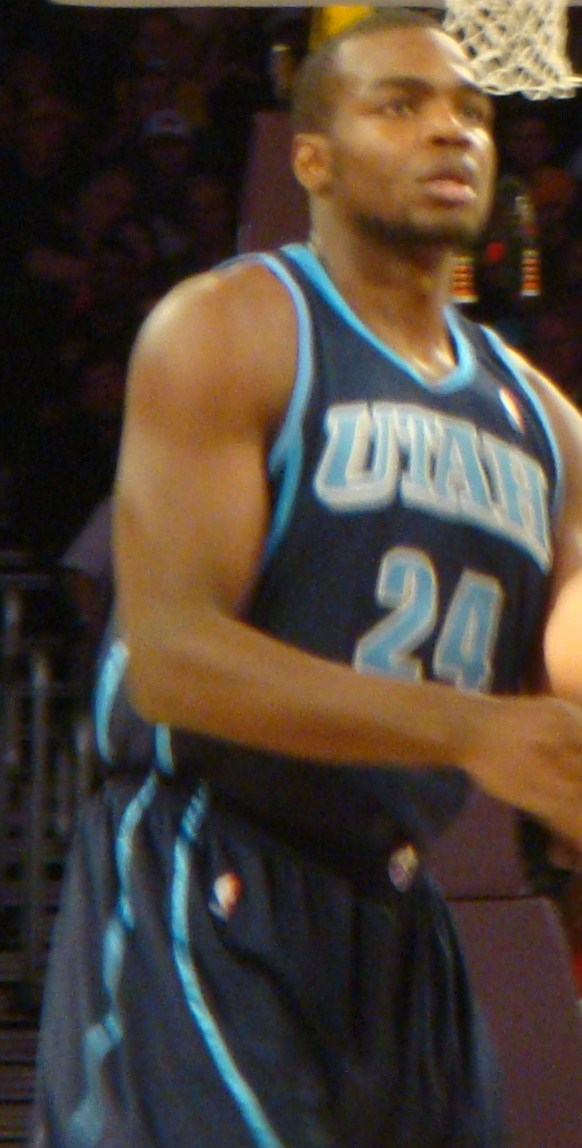
Paul Millsap (2006–2013)

Nach dem NBA All-Star Game am 23. Februar 2011 wurde Starspieler Deron Williams überraschenderweise zu den New Jersey Nets transferiert. Im Gegenzug wechselten Rookie-Talent Derrick Favors, Guard Devin Harris sowie künftige Draftpicks nach Utah. Als Grund für den Verkauf von Williams wurde in der Presse das angespannte Verhältnis zwischen ihm und Trainer Sloan genannt. Über einen Streit beim Bulls-Spiel, auf das der Rücktritt des Trainers folgte, wurde ebenfalls als Ursache spekuliert. Sloan und Williams bestätigten die Gerüchte nicht. Teambesitzer Greg Miller verwies auf den auslaufenden Vertrag Williams’. Verbunden mit dem drohenden Lockout und dem geringen Interesse Williams’, eine Einigung bezüglich einer Vertragsverlängerung anzustreben, wären die Jazz wahrscheinlich nicht in der Lage gewesen, Williams weiterhin zu verpflichten. Darüber hinaus sollte ein ähnliches Wechseldilemma wie bei Carmelo Anthony von den Denver Nuggets verhindert werden. Aufgrund Anthonys ungeklärter Vertragssituation und einem fehlenden klaren Bekenntnis Anthonys zu den Nuggets wurde der Starspieler in der Presse fast täglich mit einem Wechsel in Verbindung gebracht, was letztendlich Team und Fans schadete. Schlussendlich wurde Anthony einen Tag vor dem Williams-Deal zu den New York Knicks transferiert. Beide Transfers galten als spektakulärste seit Jahren.
Unter dem neuen Trainer Corbin verpassten die Jazz die Playoffs. Neuzugang Devin Harris konnte aufgrund einer Verletzung nur wenige Spiele für die Jazz bestreiten. Positive Lichtblicke waren zum Ende der Saison hin die Rookies Hayward und Favors, die als Hoffnungsträger der Fans galten. Paul Millsap feierte mit 17,3 Punkten, 7,6 Rebounds und 2,5 Assistes seinen endgültigen Durchbruch. Zusätzlich wählten die Jazz beim NBA-Draft 2011 mit dem Draftpick der Nets, den sie unter anderem im Austausch für Deron Williams erhalten hatten, den türkischen Center Enes Kanter an dritter Stelle. Mit ihm und dem an zwölfter Stelle gedrafteten Alec Burks erhielten die Jazz zum ersten Mal das Recht, zwei Spieler innerhalb der Lottery (Top 14) zu draften.
Die Saison 2011/12 startete aufgrund des Lockouts mit Verspätung Ende Dezember und wurde auf 66 Spiele pro Team gekürzt. Aufgrund des Lockouts verließ Kirilenko die NBA und wechselte zurück in seine Heimat nach Russland zum PBK ZSKA Moskau. Auch Okur wurde kurz vor Saisonbeginn zu den New Jersey Nets abgegeben. Die Jazz verpflichteten im Gegenzug Josh Howard und Jamaal Tinsley. Trotz des straffen Spielplans blieben die Jazz von schweren Verletzungen der Schlüsselspieler verschont. Paul Millsap und Al Jefferson ragten als neue Führungsspieler der jungen Jazz hervor. Unterstützt vom Veteranen Devin Harris und den aufstrebenden Sophomores Gordon Hayward und Derrick Favors gelang den Jazz der Einzug in die Playoffs. Dort trafen die Jazz in der ersten Runde auf die San Antonio Spurs, gegen die sie kein Spiel gewinnen konnten und nach vier Niederlagen ausschieden.
In der Offseason 2012 wurde das Team mit Maurice Williams, Marvin Williams und Randy Foye verstärkt. C. J. Miles und Devin Harris verließen das Team. Auch Kevin O’Connor gab sein Amt als Manager nach 13 Jahren ab und wechselte als Vizepräsident des Teams ins Front Office. Neuer Manager des Teams wurde Dennis Lindsey. Am Ende der Saison verpassten die Jazz die Playoffs knapp und landeten mit 43 Siegen und 39 Niederlagen auf Rang neun der Western Conference.

### Neuaufbau mit einem jungen Kern um Hayward (2013 bis 2017)
Im Sommer 2013 verließ Assistenztrainer Hornacek Utah und übernahm bei den Phoenix Suns den Posten des Cheftrainers. Die Jazz verkündeten, dass ihr ehemaliger Trainer Jerry Sloan und ihr ehemaliger Spieler Karl Malone Aufgaben im teaminternen Bereich übernehmen werden. Beim NBA-Draft 2013 erhielten die Jazz die Rechte an Point Guard Trey Burke, der an neunter Stelle von den Minnesota Timberwolves ausgewählt wurde. Ebenfalls verpflichteten die Jazz das französische Center-Talent Rudy Gobert, der an 27. Stelle von den Denver Nuggets ausgewählt wurde. Mit den auslaufenden Verträgen von sieben Spielern, darunter Schlüsselspieler wie Jefferson, Millsap, Foye und Williams, gingen die Jazz in die Free-Agent-Phase 2013.
Al Jefferson, der die Jazz in den vergangenen drei Spielzeiten in Punkten und Rebounds anführte, gab seinen Wechsel zu den Charlotte Bobcats bekannt. Der zweite Star der Mannschaft, Paul Millsap, wechselte zu den Atlanta Hawks und auch Rollenspieler wie Randy Foye und DeMarre Carroll verließen das Team. Die Saison galt schon im Vorfeld als Neuaufbau ohne viele Siege, dafür mit viel Spielzeit für junge Spieler. Neue Führungsspieler der Jazz wurden nun die jungen Spieler Gordon Hayward und Derrick Favors. Unterstützt wurden sie dabei von Rookie Burke, Center Kanter, Guard Burks und den Veteranen Marvin Williams sowie Richard Jefferson. Utah legte mit einer Bilanz von 1:14 den schwächsten Start seit dem Umzug nach Salt Lake City hin. Die Saison schloss man nur mit 25 Siegen ab und landete auf dem letzten Platz der Western Conference. Im Anschluss gaben die Jazz die Trennung von Headcoach Tyrone Corbin bekannt. Sein Nachfolger wurde Quin Snyder, der zuvor Assistenztrainer bei den Atlanta Hawks war.
Während der Offseason wurden die Verträge mit Gordon Hayward und Alec Burks um weitere Jahre verlängert. Beim NBA-Draft 2014 erhielten die Jazz den fünften Pick. Mit diesem wählte man das 18-jährige australische Talent Dante Exum aus. Zusätzlich wählte man an 23. Stelle Rodney Hood von der Duke University aus. Marvin Williams und Richard Jefferson verließen das Team; Trevor Booker wurde als Ersatz von den Wizards verpflichtet.
Alec Burks verletzte sich an der Schulter und musste nach 27 Spielen die Saison vorzeitig beenden. Centerspieler Rudy Gobert entwickelte sich zu einem wichtigen Bestandteil der Verteidigung und verdrängte zwischenzeitlich Enes Kanter aus der Startaufstellung. Während der Saison wurde dann Enes Kanter zu den Oklahoma City Thunder transferiert, nachdem er sich über seine Rolle beklagt hatte. Mit Gobert als neuen startenden Center und Rookie Exum, der Trey Burke verdrängte, gehörten die Jazz zu den besten Defensivteams in der zweiten Saisonhälfte und holten 19 Siege in den verbleibenden 29 Spielen. Das Team verbesserte sich im Vergleich zur Vorsaison auf 38 Siege, verpasste jedoch erneut die Playoffs.
Die Jazz gehen mit einem nahezu unveränderten Kader in die NBA-Saison 2015/16. Alec Burks kehrte von seiner Schulterverletzung zurück. Dagegen wird Sophomore Dante Exum die ganze Saison, aufgrund eines Kreuzbandrisses, das er sich während eines Testspiels der australischen Nationalmannschaft zugezogen hat, fehlen. Das Team verstärkt sich mit dem Kanadier Trey Lyles, der an 12. Stelle im NBA-Draft 2015 gezogen wurde. Ebenfalls wechselt der Deutsche Tibor Pleiss und der Brasilianer Raul Neto zu den Jazz. Beide waren zuvor in der spanischen Liga aktiv. Die Jazz hatten während der Saison mit vielen Verletzungen zu kämpfen. So fiel neben Exum, auch Burks erneut einen Großteil der Saison aus. Weiterhin verpassten auch Gobert und Favors zahlreiche Spiele, so dass man erneut den neunten Platz in der Western Conference belegte und damit knapp die Play-offs verpasste.
Für die Saison 2016/17 verpflichteten die Jazz mit George Hill, einen neuen Spielmacher von den Indiana Pacers. Weiterhin wurde das junge Team mit dem ehemaligen All-Star Joe Johnson und dem französischen Veteranen Boris Diaw verstärkt. Trevor Booker, Tibor Pleiß und Trey Burke verließen dagegen das Team. Die Jazz steigerten sich in der Saison 2016/17, dank der guten Leistungen von Neuzugang Hill, aber auch dank Hayward, der erstmals NBA All-Star wurde, und vor allem dem starkverbesserten Rudy Gobert. Utah konnte sich frühzeitig für die Playoffs qualifizieren und beendeten damit ihre Durststrecke von zuletzt vier erfolglosen Jahren ohne Qualifikation in Folge. Zudem sicherten die Jazz zum ersten Mal nach 9 Jahren, mit 51 Saisonsiegen, den Northwest-Division-Titel. In den Playoffs bezwangen die Jazz in der ersten Runde die Los Angeles Clippers in sieben Spielen. Im Conference-Halbfinale schied man sieglos gegen die Golden State Warriors mit 0:4 aus.

### Gobert-Ära und die Ankunft von Donovan Mitchell (2017 bis 2022)

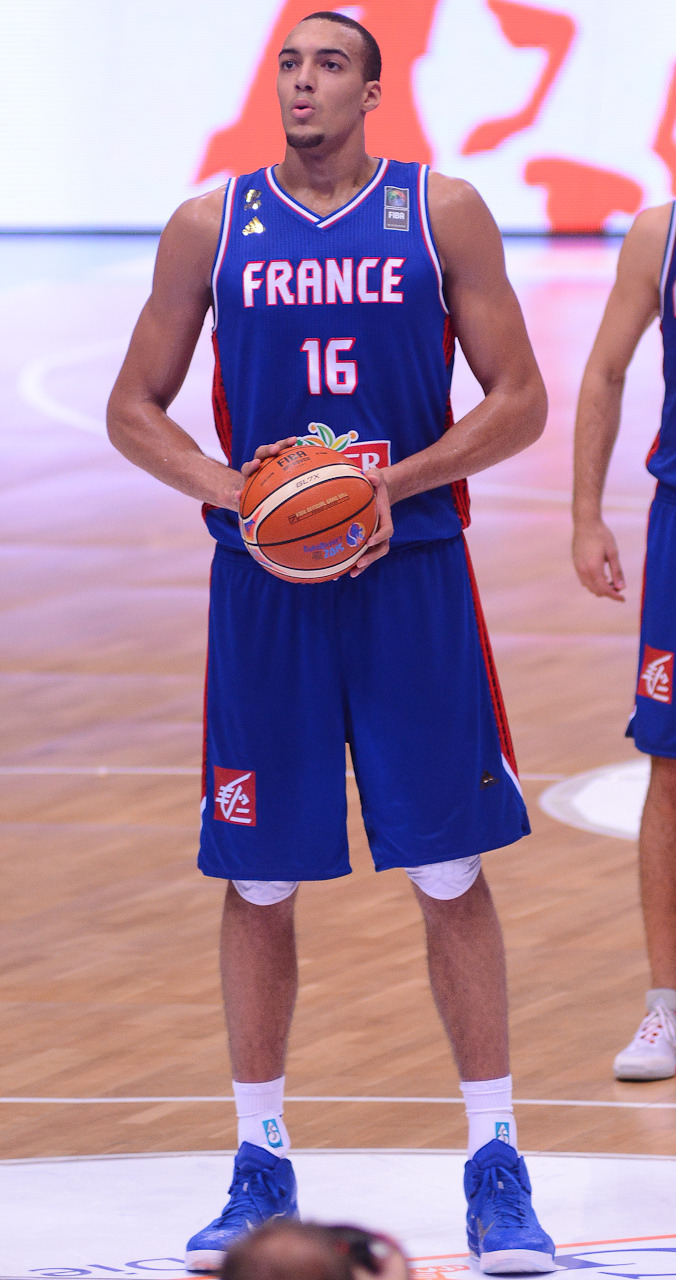
Rudy Gobert spielte von 2013 bis 2022 in Utah

Die Jazz verstärkten sich während des NBA-Draft 2017 mit Guard Donovan Mitchell, für den Utah Trey Lyles und einen Draftpick, zu den Denver Nuggets schickten um Mitchell an Position 13 zu draften, und Center Tony Bradley an 28. Stelle. Kurz vor Beginn der Free Agency ertauschten sich die Jazz den spanischen Point Guard Ricky Rubio von den Minnesota Timberwolves. Somit wurde der bisherige Point Guard George Hill abkömmlich und wechselte zu den Sacramento Kings. Trotz aller Bemühung der Jazz mit ihrem Starspieler und Free Agent Gordon Hayward zu verlängern, entschied Hayward sich den Boston Celtics anzuschließen. Während der Free Agency wurden die Jazz mit den Europäern Thabo Sefolosha und Jonas Jerebko sowie mit EuroLeague-MVP Ekpe Udoh, der vom EuroLeague-Sieger Fenerbahce Ülker kommt, verstärkt.
Die Jazz starteten schwach in die Saison. Dies war vor allem den vielen Verletzungen geschuldet. Starcenter Gobert fiel zu Beginn für mehrere Spiele aus. Bis zum All-Star Break befanden sich die Jazz auf Platz 10 in der Western Conference und damit nicht auf einem Playoffplatz. Mit der Wiedergenesung von Gobert und der Verpflichtung von Jae Crowder von den Cleveland Cavaliers, starteten die Jazz eine starke Aufholjagd, gewannen 30 der letzten 35 Saisonspiele und qualifizierten sich vorzeitig für die Playoffs. Besonders der Rookie Donovan Mitchell überzeugte mit einer starken Saison und führte die Jazz mit über 20 Punkten pro Spiel als Topscorer an. Er füllte in der Offensive die Lücke, die nach dem Abgang von Hayward entstanden war. In den Playoffs besiegten die Jazz in der ersten Runde die favorisierten Oklahoma City Thunder mit 4:2. Im Conference-Semifinale trafen sie auf die erfahrenen Houston Rockets, gegen die sie mit 1:4 unterlagen. Für die guten Leistungen wurde Coach Snyder Zweiter bei der Wahl zum Coach of the Year, Mitchell wurde Zweiter beim Rookie of the Year, während Gobert die Wahl zum Defensive Player of the Year gewinnen konnte. Im Sommer 2018 wählten die Jazz Grayson Allen in der ersten Draftrunde aus. Zudem wurden die Verträge von Dante Exum, Raul Neto und Derrick Favors verlängert.
Die Jazz starteten erneut durchwachsen in die NBA-Saison 2018/19, konnten jedoch ab dem Jahreswechsel viele Spiele gewinnen und landeten am Ende der Saison auf den fünften Rang in der Western Conference und damit in den Playoffs. Hauptverantwortlich für den Erfolg der Jazz waren erneut Center Gobert und Guard Mitchell, der ein leicht verbessertes zweites Karrierejahr hinlegte und sich endgültig als neues Gesicht der Franchise etablierte. Negativ war die erneute schwere Verletzung des einstigen Hoffnungsträger Dante Exum, der mt 23 Jahren die dritte schwere Verletzung in fünf Jahren erlitt. Wie im Vorjahr scheiterten die Jazz in den Playoffs erneut an den Houston Rockets. Dieses Mal jedoch bereits in der ersten Runde mit 1:4. Gobert erhielt für seine starken defensiven Leistungen erneut den Defensive Player of the Year-Award.
Am Ende der Saison wurde bekannt, dass der bisherige General Manager Dennis Lindsey nach sieben Jahren Managertätikgkeit, ins Präsidium der Jazz wechselt, während sein bisheriger Assistent Justin Zanik, zum neuen General Manager der Jazz befördert wird.
Kurz vor der NBA-Draft 2019 ertauschten sich die Jazz mit Mike Conley, Jr. einen elitären Point Guard von den Memphis Grizzlies. Im Gegenzug wechselten Jae Crowder, Kyle Korver, Grayson Allen und Draftpicks nach Memphis. Über die Free Agency verpflichteten die Jazz den kroatischen Forward Bojan Bogdanović. Derrick Favors verließ die Jazz nach über acht Jahren und wurde durch Jeff Green und Ed Davis ersetzt. Weiterhin verpflichten die Jazz Emmanuel Mudiay.

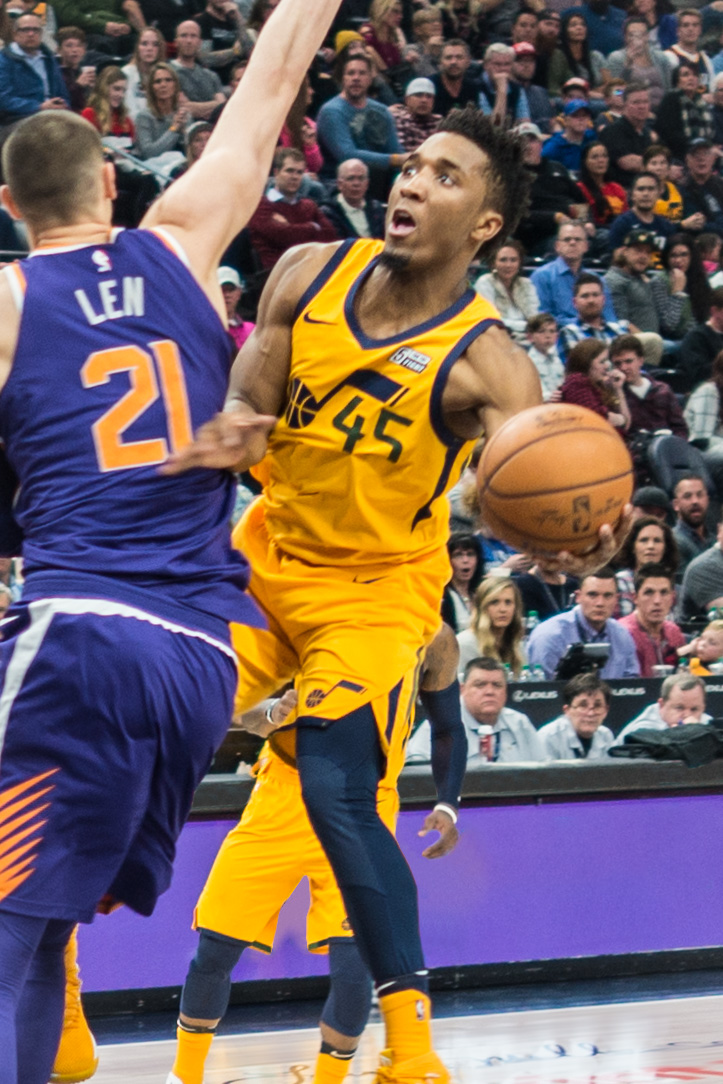
Donovan Mitchell (rechts) spielte von 2017 bis 2022 bei den Jazz

Während der Saison 2019/20, in welche die Jazz erneut durchwachsen gestartet sind, verpflichteten sie Jordan Clarkson von den Cleveland Cavaliers. Im Austausch ging Dante Exum, der nie die hochgesteckten Erwartungen der Jazz erfüllen konnte, nach Cleveland. Während der Monate Dezember und Januar gelang es den Jazz nach mehreren Siegen bis auf Platz zwei der Western Conference vorzurücken. Die Jazz stellten mit Gobert und Mitchell, erstmals seit 2007, wieder zwei All-Stars für das NBA All-Star Game auf. Die Jazz beendeten die durch die COVID-19-Pandemie verkürzte Saison 2019/20 auf Platz sechs in Western Conference. In der ersten Playoffrunde spielten die Jazz, ohne ihren verletzten zweitbesten Scorer Bojan Bogdanovic, gegen die Denver Nuggets. Nach einer 3:1 Serienführung unterlagen die Jazz den Nuggets schlussendlich mit 3:4 und schieden in der ersten Runde aus. Mitchell kam über die Serie hinaus auf 36,4 Punkte pro Spiel und überbot mit zwei 50-Punktespielen den bisherigen Franchisepunkterekord von Karl Malone.
Im Oktober 2020 verkündete die bisherige Besitzerin der Jazz Gail Miller, dass das Team für 1,66 Milliarden US-Dollar an den Gründer des Softwareunternehmens Qualtrics und langjährigen Jazzfan Ryan Smith verkauft werde. Smith garantiere unter anderem den Verbleib der Jazz in Salt Lake City. Die Jazz waren bis dahin 35 Jahre lang im Besitz der Millerfamilie. Die Übergabe der Jazz an Smith wurde im Dezember von den restlichen NBA-Teambesitzern zugestimmt. Während der verkürzten Offseason im November 2020, wurden die Verträge der Schlüsselspieler Donovan Mitchell und Jordan Clarkson um mehrere Jahre verlängert. Zudem holten sich die Jazz Derrick Favors als Free Agent von den New Orleans Pelicans zurück. Bei der NBA-Draft 2020 wurden der nigerianische Center Udoka Azubuike und Flügelspieler Elijah Hughes verpflichtet.
In der auf 72 Saisonspielen verkürzte NBA-Saison 2020/21 schlossen die Jazz mit einer 52-20 Bilanz ab. Damit hatten die Jazz erstmals in ihrer Teamgeschichte die beste Saisonbilanz der Liga und zum zweiten Mal nach 1998 in den Playoffs den Heimvorteil gesichert. Erstmals nach 1989 stellte Utah zudem mit Rudy Gobert, Donovan Mitchell und Mike Conley insgesamt drei NBA All-Stars. Gobert wurde weiterhin zum dritten Mal mit dem Defensive Player of the Year-Award auszeichnet, während Jordan Clarkson als erster Jazzspieler den NBA Sixth Man of the Year Award für den besten Bankspieler der Saison, vor seinem Teamkollegen Joe Ingles gewinnen konnte. In den NBA-Playoffs setzten sich die Jazz in der ersten Runde gegen die Memphis Grizzlies mit 4:1 durch. Im Western Conference Halbfinale verlor Utah die Serie nach einer 2:0-Serienführung mit 2:4 gegen die Los Angeles Clippers. Für die darauffolgende NBA-Saison 2021/22 waren die Erwartungen für die Jazz hoch. Das Team verstärkte sich über die Free Agency mit den Veteranen Hassan Whiteside und Rudy Gay. Utah konnte jedoch erneut die Erwartungen nicht erfüllen und schied bereits in der ersten Playoffrunde gegen die Dallas Mavericks mit 2:4 aus.

### Neuaufbau (seit 2022)
Im Zuge des schwachen Abschneiden in den Playoffs gab Headcoach Quin Snyder bekannt, dass er die Jazz für die kommende Saison nicht mehr weiter betreuen werde und seine Trainertätigkeit bei den Jazz nach acht Jahren aufgibt. Sein Nachfolger wurde der 34-jährige Celtics-Assistenztrainer Will Hardy. Während der Saison mehrten sich die Gerüchte, dass Utah das bisherige All-Star-Duo Gobert und Mitchell verkaufen könnte, um einen Neuaufbau einzuleiten. Bereits während der Saison und im Vorfeld des NBA-Drafts wurden die bisherigen Stammspieler Joe Ingles und Royce O’Neale von den Jazz abgegeben. Am 6. Juli 2022 wurde Rudy Gobert in einem Deal der fünf Spieler und mehrere Draftpicks beinhaltete, zu den Minnesota Timberwolves transferiert. Zwei Monate später gaben die Jazz nach langen Verhandlungen Donovan Mitchell an die Cleveland Cavaliers ab. Im Gegenzug wechselten Guard Collin Sexton, der finnische Forward Lauri Markkanen, Rookie Ochai Agbaji sowie mehrere zukünftige Draftpicks nach Salt Lake City. Zu guter Letzt wurde mit Forward Bojan Bogdanović ein weiterer Leistungsträger der letzten Jahre an die Detroit Pistons abgegeben. Großen Anteil an diesem Richtungswechsel hatte Danny Ainge, der im Dezember 2021 in das Front Office der Jazz gewechselt ist und bereits die Boston Celtics erfolgreich zu einem Titelkandidat umstrukturierte. Ainge erhielt bei der Umsetzung des Neuaufbaus die Unterstützung durch die neuen Eigentümer.
Utah startete entgegen der Erwartungen gut in die Saison 2022/23 und war lange Zeit im Rennen um einen Playoffplatz. Erst gegen Ende der Saison verloren die Jazz mehrere Spiele, womit sie die Chance auf das Playin-Turnier vergaben. Wichtiger Leistungsträger im Team von Trainer Will Hardy war Lauri Markkanen der vor der Saison von den Cavaliers kam. Markkanen spielte seine beste Saison und führte die Jazz in Punkten und Rebounds an. Er erhielt seine erste Nominierung zum NBA All-Star Game, das 2023 in Salt Lake City stattfand, und wurde am Ende der Saison von der NBA mit dem NBA Most Improved Player Award ausgezeichnet. Weiterhin überraschte Rookie Walker Kessler dessen Draftrechte vor der Saison im Tauschgeschäft um Rudy Gobert von den Timberwolves akquiriert wurden. Kessler übernahm nach kurzer Zeit die Rolle als startender Center und überzeugte mit starken Leistungen, womit er bei der Wahl zum NBA Rookie of the Year Award den dritten Platz belegte.
Aufgrund des Umbruchs im Sommer 2022, erhielten die Jazz, in Folge des Verkaufs ihrer Starspieler, erstmals seit 2004 drei Erstundendraftpicks im NBA-Draft 2023. Darunter einen Lotterypick an 9. Stelle. Mit diesem wählte Utah den Power Forward Taylor Hendricks aus. An 16. Stelle wurde der Combo-Guard Keyonte George ausgewählt. Mit dem 28. Pick wählten die Jazz Forward Brice Sensabaugh aus. Der Kader blieb nahezu unverändert und die Jazz begannen die Saison erneut mit einer recht ausgeglichenen Bilanz. Bis kurz vor der Transferfrist lagen die Jazz auf einem Playin-Platz. Kurz vor Transferschluss gaben die Jazz die Starter Kelly Olynyk und Simone Fontecchio ab. Die Starspieler Lauri Markkanen und Jordan Clarkson setzten große Teile der zweiten Saisonhälfte aus, so dass Trainer Hardy insbesondere den Rookies George, Hendricks und Sensabaugh viel Spielzeit verschaffte. Die unerfahrenen Jazz verloren daraufhin 25 ihrer 30 verbleibenden Saisonspiele und verpassten die Playoffs deutlich. Beim anschließenden NBA-Draft 2024 wählten die Utah Jazz in der ersten Draftrunde an 10. Stelle den Swingman Cody Williams und an 29. Stelle den Guard Isaiah Collier aus. In der zweiten Draftrunde wählten die Jazz Kyle Filipowski an 32. Stelle aus.
Die Utah Jazz schlossen die darauffolgende Saison 2024/25 als schlechteste Saison der Teamgeschichte ab. Das Team hatte mit vielen Verletzungen zu kämpfen. So brach sich das NBA-Talent Taylor Hendricks bereits im dritten Saisonspiel das Bein und fiel den Rest der Saison aus. Ebenso fielen die Veteranen Lauri Markkanen, John Collins und Jordan Clarkson große Teile der Saison aus. Dem Team gelangen nur 17 Siege bei 65 Niederlagen. Ende der Saison 2024/25 wurde bekanntgegeben, dass Danny Ainges Sohn Austin Ainge President of Basketball Operations würde und direkt Besitzer Ryan Smith unterstünde. Es wurde den Jazz vorgeworfen, die Saison zu „tanken“ bzw. Spiele absichtlich zu verlieren, um sich beim kommenden NBA-Draft die beste Draftposition zu verschaffen und den als Jahrhunderttalent geltenden Cooper Flagg draften zu können. Austin Ainge gab diese Praxis zu und erklärte nächste Saison nicht mehr tanken zu wollen. Bei der Draftlotterie fielen die Jazz als schlechtestes Team von Position 1 auf Poistion 5. Im anschließenden Draftverfahren wählten die Jazz den hochtalentierten Forward Ace Bailey an 5. Stelle aus. Zudem wurde mit Guard Walter Clayton Jr. an 18. Stelle ein weiterer Spieler in der ersten Draftrunde ausgewählt.

## G-League-Farmteam
Das erste Farmteam der Jazz waren die New Mexico Thunderbirds in der neugegründeten NBA Development League – heute die NBA G-League – im Jahr 2005. Dieses mussten die Jazz jedoch mit zwei weiteren NBA-Mannschaften teilen. Bereits zwei Jahre später installierten die Jazz mit den Utah Flash ein eigenes Farmteam. Die Flash stellten jedoch 2011 den Spielbetrieb ein und wurden später verkauft. Zwischen 2012 und 2014 gingen die Jazz Kooperationen mit den Reno Bighorns und Bakersfield Jam ein. Seit 2014 starteten die Jazz eine Kooperation mit den Idaho Stampede. Seit März 2015 sind sie deren Besitzer. Die Stampede wurden im April 2016 nach Salt Lake City umgesiedelt und in Anspielung an das ehemalige ABA-Team der Utah Stars, in Salt Lake City Stars umbenannt.

## Rivalitäten
Die Utah Jazz gehören zu den erfolgreichsten Mannschaften der NBA-Geschichte. Das Team qualifizierte sich in den 1980er und 1990er Jahren regelmäßig für die Playoffs. Besonders brisante und häufige Duelle lieferten sich die Jazz mit folgenden Mannschaften:
- Houston Rockets (9) (1985, 1994, 1995, 1997, 1998, 2007, 2008, 2018, 2019)
- Los Angeles Lakers (6) (1988, 1997, 1998, 2008, 2009, 2010)
- Portland Trail Blazers (6) (1988, 1991, 1992, 1996, 1999, 2000)

Dabei wurde Utah 1994 und 1995 von den Rockets auf dem Weg zur Meisterschaft geschlagen. Utah gewann hingegen die Serien 1997 und 1998 auf dem Weg in die NBA-Finals gegen Houston. Die Jazz wurden 1988, 2009 und 2010 von den Lakers auf dem Weg zur Meisterschaft geschlagen und 1992 von den Blazers auf dem Weg in das NBA-Finale.
Eine geografische Rivalität verbindet die Jazz mit den Denver Nuggets im Nachbarbundesstaat Colorado.

## Olympiateilnehmer
Karl Malone und John Stockton nahmen als Teil des legendären Dream Team von 1992 und Dream Team III von 1996 an den Olympischen Sommerspielen in Barcelona und Atlanta teil und errangen beide Male die Goldmedaille.
2004 nahmen Carlos Arroyo für Puerto Rico teil. Carlos Boozer war Teil des US-Teams und gewann Bronze.
Bei den Olympischen Sommerspielen 2008 in Beijing stellte Utah mit Deron Williams und Carlos Boozer als einziges NBA-Team zwei Spieler für die US-Olympiaauswahl. Beide konnten die Goldmedaille erringen. Andrei Kirilenko hingegen war Bestandteil der russischen Basketballnationalmannschaft.
Bei den Olympischen Spielen in Rio, spielten Rudy Gobert und Boris Diaw für Frankreich. Raul Neto war für den Gastgeber Brasilien aktiv. Joe Ingles spielte dagegen für die australische Nationalmannschaft.

## Aktueller Kader
| Nr. | Nat.                           | Name                  | Position       | Geburt     | Größe  | Info | College          |
| --- | ------------------------------ | --------------------- | -------------- | ---------- | ------ | ---- | ---------------- |
| 00  | Philippinen Vereinigte Staaten | Jordan Clarkson       | Guard          | 07.07.1992 | 196 cm |      | Missouri         |
| 0   | Vereinigte Staaten             | Taylor Hendricks      | Forward        | 22.11.2003 | 206 cm |      | Central Florida  |
| 2   | Vereinigte Staaten             | Collin Sexton         | Guard          | 04.01.1999 | 191 cm |      | Alabama          |
| 3   | Vereinigte Staaten             | Keyonte George        | Guard          | 08.11.2003 | 193 cm |      | Baylor           |
| 5   | Vereinigte Staaten             | Cody Williams         | Forward        | 20.11.2004 | 203 cm | R    | Colorado         |
| 11  | Vereinigte Staaten             | Jaden Springer        | Guard          | 25.09.2002 | 193 cm |      | Tennessee        |
| 13  | Vereinigte Staaten             | Isaiah Collier        | Guard          | 08.10.2004 | 193 cm | R    | USC              |
| 16  | Vereinigte Staaten             | Elijah Harkless       | Guard          | 03.02.2000 | 191 cm | R G  | UNLV             |
| 19  | Ukraine                        | Swjatoslaw Mychajljuk | Forward/Guard  | 10.06.1997 | 201 cm |      | Kansas           |
| 20  | Vereinigte Staaten             | John Collins          | Forward        | 23.09.1997 | 206 cm |      | Wake Forest      |
| 22  | Vereinigte Staaten             | Kyle Filipowski       | Center         | 07.10.2003 | 213 cm | R    | Duke             |
| 23  | Finnland                       | Lauri Markkanen       | Forward        | 22.05.1997 | 213 cm |      | Arizona          |
| 24  | Vereinigte Staaten             | Walker Kessler        | Center         | 26.07.2001 | 213 cm |      | Auburn           |
| 25  | Vereinigte Staaten             | Micah Potter          | Forward/Center | 06.04.1998 | 208 cm | G    | Wisconsin        |
| 28  | Vereinigte Staaten             | Brice Sensabaugh      | Forward        | 30.10.2003 | 196 cm |      | Ohio State       |
| 33  | Vereinigte Staaten             | Johnny Juzang         | Guard          | 17.03.2001 | 196 cm |      | UCLA             |
| 34  | Kongo Demokratische Republik   | Oscar Tshiebwe        | Center         | 27.11.1999 | 203 cm | G    | Kentucky         |
| 99  | Vereinigte Staaten             | Kenyon Martin Jr.     | Forward        | 06.01.2001 | 198 cm |      | IMG Academy (Fl) |

| Nat.               | Name              | Position       |
| ------------------ | ----------------- | -------------- |
| Vereinigte Staaten | Will Hardy        | Head Coach     |
| Vereinigte Staaten | Evan Bradds       | Assistenzcoach |
| Vereinigte Staaten | Rick Higgins      | Assistenzcoach |
| Vereinigte Staaten | Christopher Jones | Assistenzcoach |
| Kanada             | Scott Morrison    | Assistenzcoach |
| Vereinigte Staaten | Jason Terry       | Assistenzcoach |
| Vereinigte Staaten | Sean Sheldon      | Assistenzcoach |
| Vereinigte Staaten | Mike Williams     | Assistenzcoach |

| Abk. | Bedeutung                       |
| ---- | ------------------------------- |
| Nr.  | Trikotnummer                    |
| Nat. | Nationalität                    |
| C    | Mannschaftskapitän              |
| R    | Rookie                          |
| G    | Two-way contract                |
|      | Verletzungsbedingte Inaktivität |

### Internationale Rechte
Die Jazz besitzen die Rechte an folgenden Spielern:
| Draft | Runde | Pick | Spieler          | Position | Nationalität | Team                |
| ----- | ----- | ---- | ---------------- | -------- | ------------ | ------------------- |
| 2022  | 2     | 36   | Gabriele Procida | Forward  | Italien      | Alba Berlin         |
| 2021  | 2     | 57   | Balša Koprivica  | Center   | Serbien      | KK Partizan Belgrad |

## Ehrungen und nennenswerte Leistungen

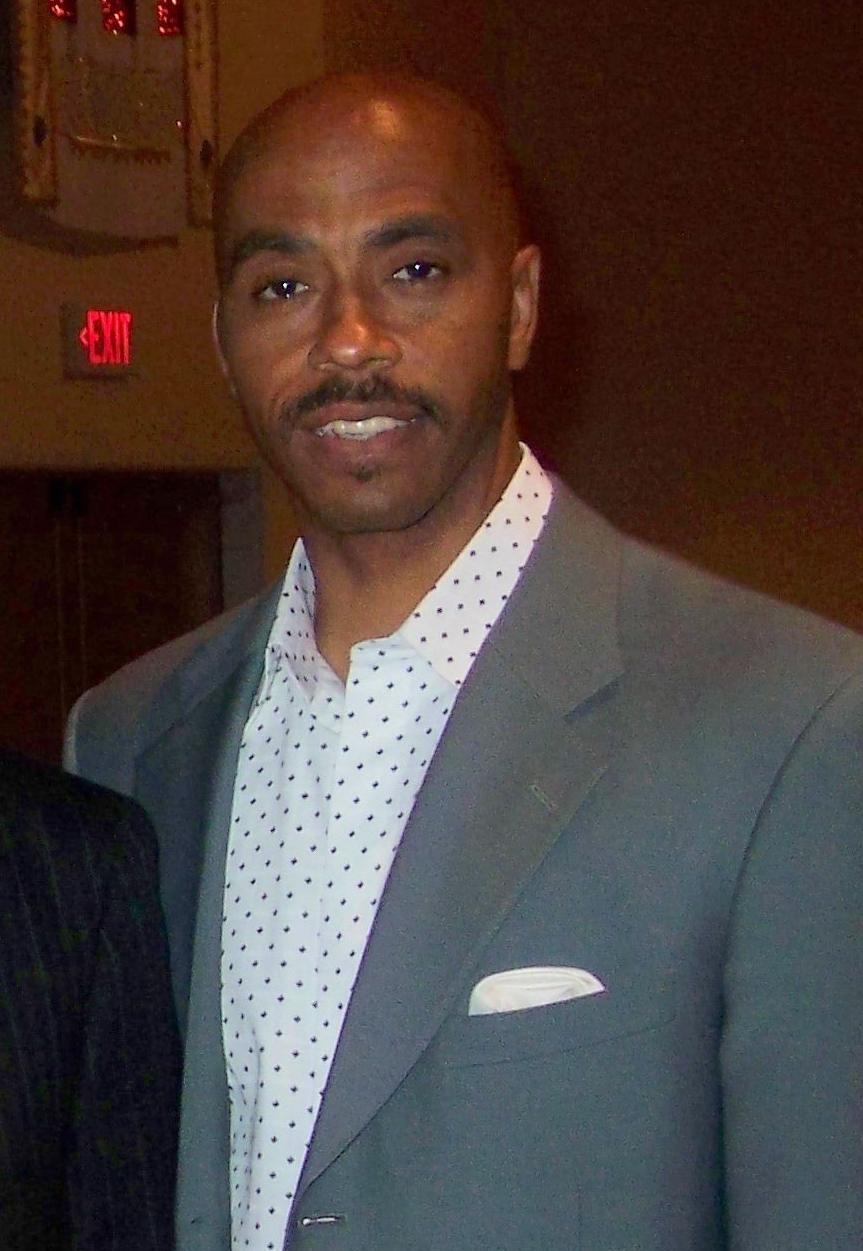
Guard Darrell Griffith spielte von 1980 bis 1991 für die Jazz

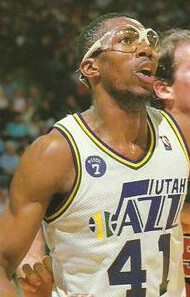
Forward Thurl Bailey spielte von 1983 bis 1991 und 1999 für die Jazz

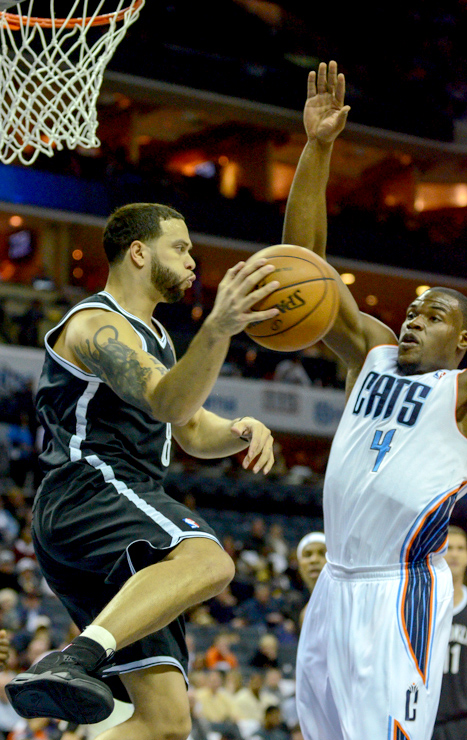
Point Guard Deron Williams spielte von 2005 bis 2011 für die Jazz

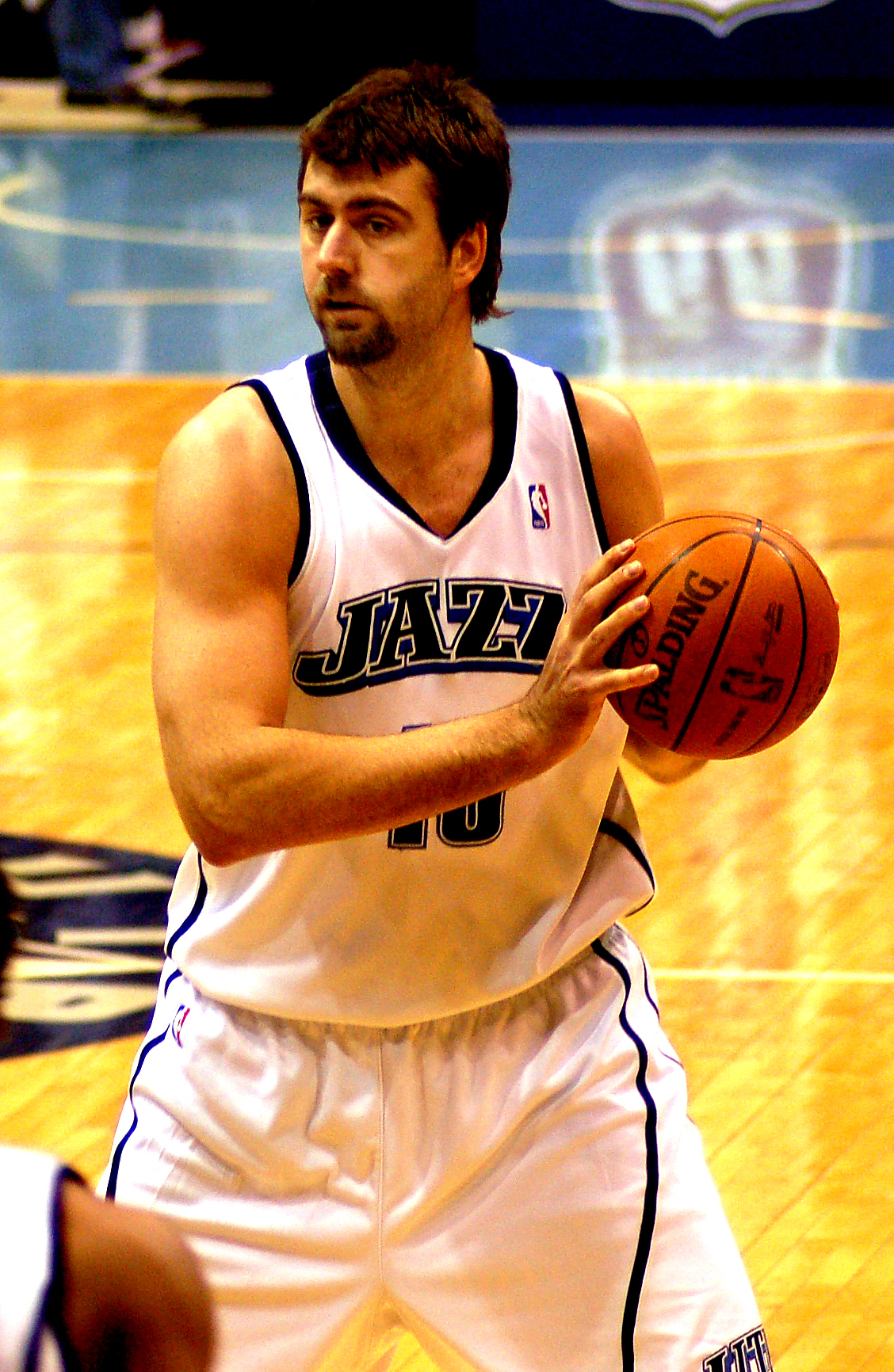
Der Türke Mehmet Okur war von 2004 bis 2011 für die Jazz aktiv

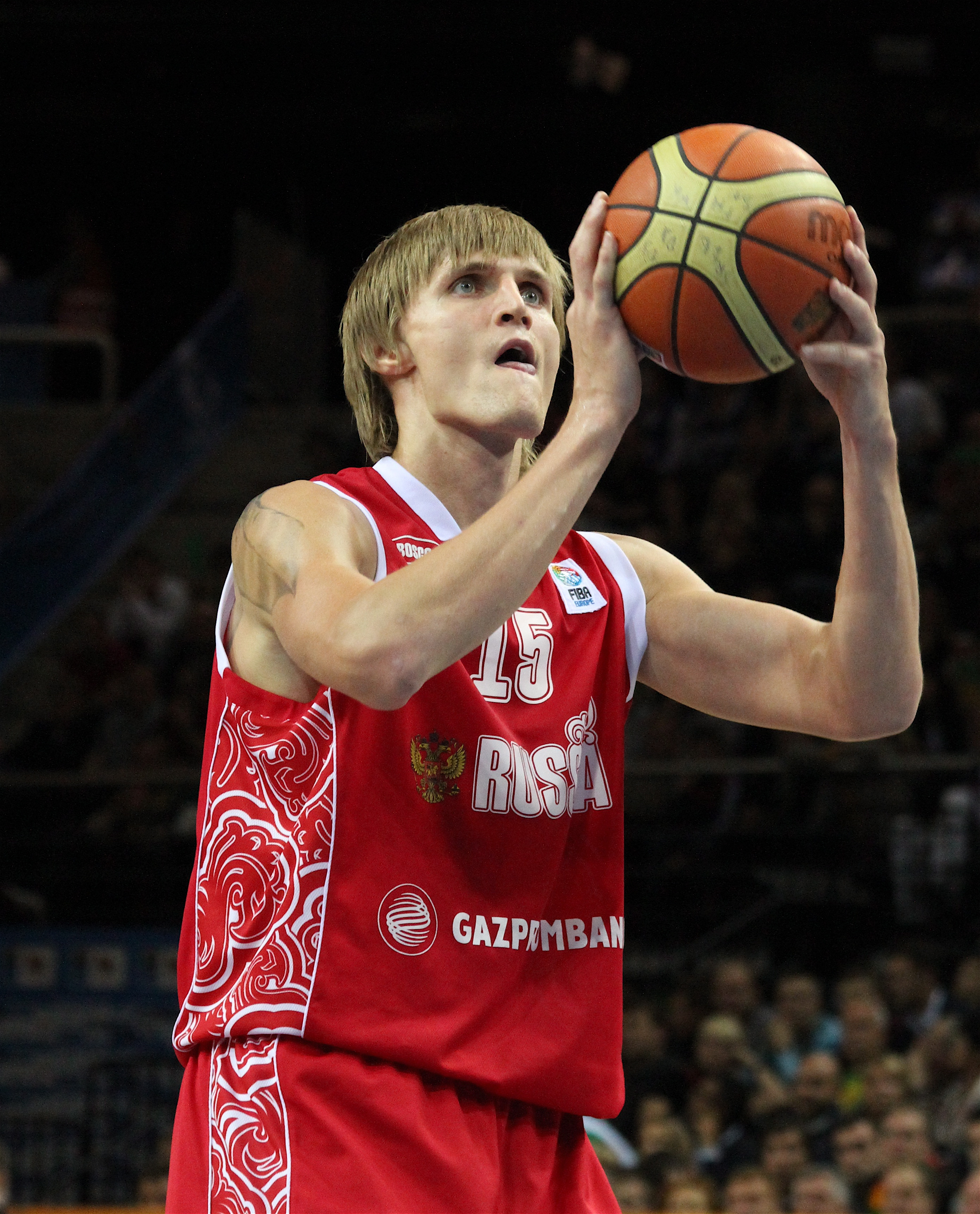
Der Russe Andrei Kirilenko spielte von 2001 bis 2011 für das Team

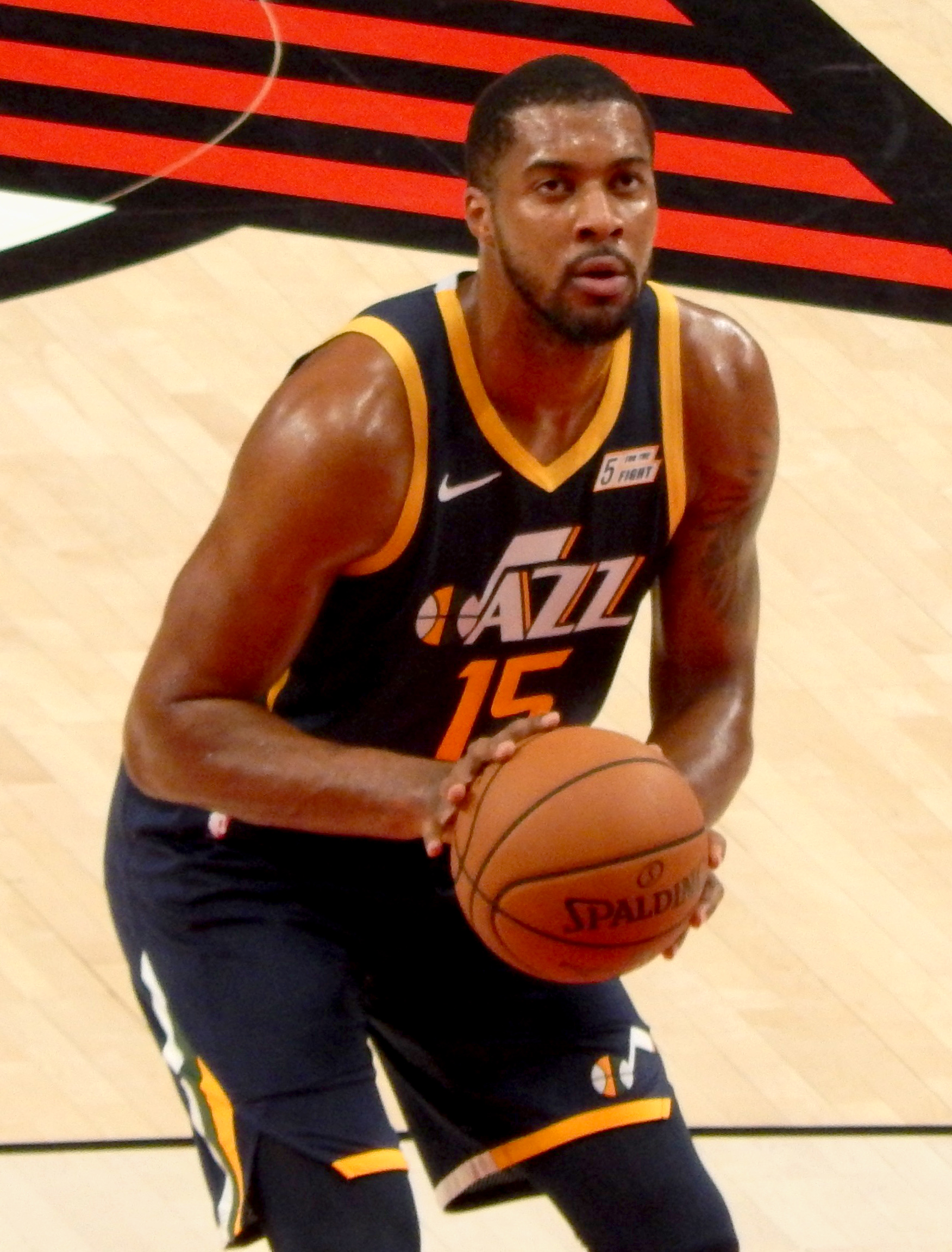
Big Man Derrick Favors trug von 2011 bis 2019 das Trikot der Jazz und 2020/21

| Nr.      | Nat.               | Name             | Position              | Zeit      |
| -------- | ------------------ | ---------------- | --------------------- | --------- |
| 1        | Vereinigte Staaten | Frank Layden     | Head Coach            | 1981–1988 |
| 4        | Vereinigte Staaten | Adrian Dantley   | Forward               | 1979–1986 |
| 7        | Vereinigte Staaten | Pete Maravich    | Guard                 | 1974–1979 |
| 9        | Vereinigte Staaten | Larry H. Miller  | Teambesitzer          | 1986–2009 |
| 12       | Vereinigte Staaten | John Stockton    | Guard                 | 1984–2003 |
| 14       | Vereinigte Staaten | Jeff Hornacek    | Guard                 | 1993–2000 |
| 32       | Vereinigte Staaten | Karl Malone      | Forward               | 1985–2003 |
| 35       | Vereinigte Staaten | Darrell Griffith | Guard                 | 1980–1991 |
| 53       | Vereinigte Staaten | Mark Eaton       | Center                | 1981–1993 |
| 1223     | Vereinigte Staaten | Jerry Sloan      | Head Coach            | 1988–2011 |
| Mikrofon | Vereinigte Staaten | Rod Hundley      | Basketballkommentator | 1974–2009 |

| Nat.               | Name            | Position              | Zeit      | Jahr der Aufnahme |
| ------------------ | --------------- | --------------------- | --------- | ----------------- |
| Vereinigte Staaten | Pete Maravich   | Guard                 | 1974–1980 | 1987              |
| Vereinigte Staaten | Walt Bellamy    | Center                | 1974      | 1993              |
| Vereinigte Staaten | Gail Goodrich   | Guard                 | 1976–1979 | 1996              |
| Vereinigte Staaten | Adrian Dantley  | Forward               | 1979–1986 | 2008              |
| Vereinigte Staaten | John Stockton   | Guard                 | 1984–2003 | 2009              |
| Vereinigte Staaten | Karl Malone     | Forward               | 1985–2003 | 2010              |
| Vereinigte Staaten | Bernard King    | Forward               | 1979–1980 | 2013              |
| Vereinigte Staaten | Spencer Haywood | Center                | 1979      | 2015              |
| Vereinigte Staaten | Jerry Sloan     | Head Coach            | 1988–2011 | 2009              |
| Vereinigte Staaten | Rod Hundley     | Basketballkommentator | 1974–2009 | 2003              |

| Name             | aktueller Verein       |
| ---------------- | ---------------------- |
| Thurl Bailey     | Karriere beendet       |
| Bojan Bogdanović | Detroit Pistons        |
| Carlos Boozer    | Karriere beendet       |
| Tyrone Corbin    | Karriere beendet       |
| Rickey Green     | Karriere beendet       |
| Rudy Gobert      | Minnesota Timberwolves |
| Derrick Favors   | vertragslos            |
| Matt Harpring    | Karriere beendet       |
| Gordon Hayward   | Karriere beendet       |
| Al Jefferson     | Karriere beendet       |
| Enes Kanter      | vertragslos            |
| Andrei Kirilenko | Karriere beendet       |
| Kyle Korver      | Karriere beendet       |
| Jeff Malone      | Karriere beendet       |
| Paul Millsap     | Karriere beendet       |
| Donovan Mitchell | Cleveland Cavaliers    |
| Mehmet Okur      | Karriere beendet       |
| Greg Ostertag    | Karriere beendet       |
| Truck Robinson   | Karriere beendet       |
| Bryon Russell    | Karriere beendet       |
| Deron Williams   | Karriere beendet       |
| Mo Williams      | Karriere beendet       |

### Individuelle Auszeichnungen
NBA MVP
- Karl Malone – 1997, 1999

NBA Rookie of the Year
- Darrell Griffith – 1981

NBA Defensive Player of the Year
- Mark Eaton – 1985, 1989
- Rudy Gobert – 2018, 2019, 2021

NBA Sixth Man of the Year Award
- Jordan Clarkson – 2021

NBA Most Improved Player
- Lauri Markkanen – 2023

NBA Coach of the Year
- Frank Layden – 1984

All-NBA First Team
- Pete Maravich – 1976, 1977
- Truck Robinson – 1978
- Karl Malone – 1989, 1990, 1991, 1992, 1993, 1994, 1995, 1996, 1997, 1998, 1999
- John Stockton – 1994, 1995

All-NBA Second Team
- Pete Maravich – 1978
- Adrian Dantley – 1981, 1984
- Karl Malone – 1988, 2000
- John Stockton – 1988, 1989, 1990, 1992, 1993, 1996
- Deron Williams – 2008, 2010
- Rudy Gobert – 2017

All-NBA Third Team
- John Stockton – 1991, 1997, 1999
- Karl Malone – 2001
- Carlos Boozer – 2008
- Rudy Gobert – 2019, 2021, 2022

NBA All-Defensive First Team
- E.C. Coleman – 1977
- Mark Eaton – 1985, 1986, 1989
- Karl Malone – 1997, 1998, 1999
- Andrei Kirilenko – 2006
- Rudy Gobert – 2017, 2018, 2019, 2020, 2021, 2022

NBA All-Defensive Second Team
- Mark Eaton – 1987, 1988
- Karl Malone – 1988
- John Stockton – 1989, 1991, 1992, 1995, 1997
- Andrei Kirilenko – 2004, 2005

NBA Rookie First Team
- Darrell Griffith – 1981
- Thurl Bailey – 1984
- Karl Malone – 1986
- Andrei Kirilenko – 2002
- Deron Williams – 2006
- Trey Burke – 2014
- Donovan Mitchell – 2018
- Walker Kessler – 2023

NBA Rookie Second Team
- Blue Edwards – 1990
- Paul Millsap – 2007
- Derrick Favors – 2011
- Keyonte George – 2024

NBA All-Stars
- Karl Malone – 14× (1988–1998, 2000–2002)
- John Stockton – 10× (1989–1997, 2000)
- Adrian Dantley – 6× (1980–1982, 1984–1986)
- Pete Maravich – 3× (1977–1979)
- Donovan Mitchell – 3× (2020–2022)
- Rudy Gobert – 3× (2020–2022)
- Deron Williams – 2× (2010–2011)
- Carlos Boozer – 2×(2007–2008)
- Truck Robinson – 1× (1978)
- Rickey Green – 1× (1984)
- Mark Eaton – 1× (1989)
- Andrei Kirilenko – 1× (2004)
- Mehmet Okur – 1× (2007)
- Gordon Hayward – 1× (2017)
- Mike Conley, Jr. – 1× (2021)
- Lauri Markkanen – 1× (2023)

## NBA-Draft
| Pick | Name              | Position | Nationalität       | Draftjahr |
| ---- | ----------------- | -------- | ------------------ | --------- |
| 7    | Rich Kelley       | Center   | Vereinigte Staaten | 1975      |
| 2    | Darrell Griffith  | Guard    | Vereinigte Staaten | 1980      |
| 3    | Dominique Wilkins | Forward  | Vereinigte Staaten | 1982      |
| 7    | Thurl Bailey      | Forward  | Vereinigte Staaten | 1983      |
| 3    | Deron Williams    | Guard    | Vereinigte Staaten | 2005      |
| 9    | Gordon Hayward    | Forward  | Vereinigte Staaten | 2010      |
| 3    | Enes Kanter       | Center   | Turkei             | 2011      |
| 5    | Dante Exum        | Guard    | Australien         | 2014      |
| 9    | Taylor Hendricks  | Forward  | Vereinigte Staaten | 2023      |
| 10   | Cody Williams     | Forward  | Vereinigte Staaten | 2024      |
| 5    | Ace Bailey        | Forward  | Vereinigte Staaten | 2025      |

## Statistiken
| Art der Leistung  | Spieler (Reguläre Saison) | Rekordwert |
| ----------------- | ------------------------- | ---------- |
| Punkte            | Karl Malone               | 36.347     |
| Rebounds          | Karl Malone               | 14.601     |
| Assists           | John Stockton             | 15.806     |
| Steals            | John Stockton             | 3.256      |
| Blöcke            | Mark Eaton                | 3.064      |
| Drei-Punkte-Würfe | John Stockton             | 2.203      |
| Spiele            | John Stockton             | 1.504      |

| Name                  | Zeit            | Statistik | Siege [%] |
| --------------------- | --------------- | --------- | --------- |
| Scotty Robertson      | 1974            | 1:14      | 6,7       |
| Elgin Baylor          | 1974, 1975–1979 | 86:135    | 38,9      |
| Butch Van Breda Kolff | 1974–1977       | 74:100    | 42,5      |
| Tom Nissalke          | 1979–1981       | 52:112    | 31,7      |
| Frank Layden          | 1981–1989       | 277:294   | 48,5      |
| Jerry Sloan           | 1989–2011       | 1127:682  | 59,2      |
| Tyrone Corbin         | 2011–2014       | 112:146   | 43,4      |
| Quin Snyder           | 2014–2022       | 372:264   | 58,5      |
| Will Hardy            | Seit 2022       | 0:0       | 0         |

| Jahr             | Siege:Niederlagen | Siege [%]        | Play-offs                                                                 |                  |                  |                  |                  |                  |                  |                  |
| New Orleans Jazz | New Orleans Jazz  | New Orleans Jazz | New Orleans Jazz                                                          | New Orleans Jazz | New Orleans Jazz | New Orleans Jazz | New Orleans Jazz | New Orleans Jazz | New Orleans Jazz | New Orleans Jazz |
| ---------------- | ----------------- | ---------------- | ------------------------------------------------------------------------- | ---------------- | ---------------- | ---------------- | ---------------- | ---------------- | ---------------- | ---------------- |
| 1974/75          | 23:59             | 28,0             | Nicht für die Play-offs qualifiziert                                      |                  |                  |                  |                  |                  |                  |                  |
| 1975/76          | 38:44             | 46,3             | Nicht für die Play-offs qualifiziert                                      |                  |                  |                  |                  |                  |                  |                  |
| 1976/77          | 35:47             | 42,7             | Nicht für die Play-offs qualifiziert                                      |                  |                  |                  |                  |                  |                  |                  |
| 1977/78          | 39:43             | 47,6             | Nicht für die Play-offs qualifiziert                                      |                  |                  |                  |                  |                  |                  |                  |
| 1978/79          | 26:56             | 31,7             | Nicht für die Play-offs qualifiziert                                      |                  |                  |                  |                  |                  |                  |                  |
| Utah Jazz        |                   |                  |                                                                           |                  |                  |                  |                  |                  |                  |                  |
| 1979/80          | 24:58             | 29,3             | Nicht für die Play-offs qualifiziert                                      |                  |                  |                  |                  |                  |                  |                  |
| 1980/81          | 28:54             | 34,1             | Nicht für die Play-offs qualifiziert                                      |                  |                  |                  |                  |                  |                  |                  |
| 1981/82          | 25:57             | 30,5             | Nicht für die Play-offs qualifiziert                                      |                  |                  |                  |                  |                  |                  |                  |
| 1982/83          | 30:52             | 36,6             | Nicht für die Play-offs qualifiziert                                      |                  |                  |                  |                  |                  |                  |                  |
| 1983/84          | 45:37             | 54,9             | 2:4 in den Western Conference Halbfinals gegen die Phoenix Suns           |                  |                  |                  |                  |                  |                  |                  |
| 1984/85          | 41:41             | 50,0             | 1:4 in den Western Conference Halbfinals gegen die Denver Nuggets         |                  |                  |                  |                  |                  |                  |                  |
| 1985/86          | 42:40             | 51,2             | 1:3 in der ersten Runde gegen die Dallas Mavericks                        |                  |                  |                  |                  |                  |                  |                  |
| 1986/87          | 44:38             | 53,7             | 2:3 in der ersten Runde gegen die Golden State Warriors                   |                  |                  |                  |                  |                  |                  |                  |
| 1987/88          | 47:35             | 57,3             | 3:4 in den Western Conference Halbfinals gegen die Los Angeles Lakers     |                  |                  |                  |                  |                  |                  |                  |
| 1988/89          | 51:31             | 62,2             | 0:3 in der ersten Runde gegen die Golden State Warriors                   |                  |                  |                  |                  |                  |                  |                  |
| 1989/90          | 55:27             | 67,1             | 2:3 in der ersten Runde gegen die Phoenix Suns                            |                  |                  |                  |                  |                  |                  |                  |
| 1990/91          | 54:28             | 65,9             | 1:4 in den Western Conference Finals gegen die Portland Trail Blazers     |                  |                  |                  |                  |                  |                  |                  |
| 1991/92          | 55:27             | 67,1             | 2:4 in den Western Conference Halbfinals gegen die Portland Trail Blazers |                  |                  |                  |                  |                  |                  |                  |
| 1992/93          | 47:35             | 57,3             | 2:3 in der ersten Runde gegen die Seattle SuperSonics                     |                  |                  |                  |                  |                  |                  |                  |
| 1993/94          | 53:29             | 64,6             | 1:4 in den Western Conference Finals gegen die Houston Rockets            |                  |                  |                  |                  |                  |                  |                  |
| 1994/95          | 60:22             | 73,2             | 2:3 in der ersten Runde gegen die Houston Rockets                         |                  |                  |                  |                  |                  |                  |                  |
| 1995/96          | 55:27             | 67,1             | 3:4 in den Western Conference Finals gegen die Seattle SuperSonics        |                  |                  |                  |                  |                  |                  |                  |
| 1996/97          | 64:18             | 78,0             | 2:4 in den NBA-Finals gegen Chicago Bulls                                 |                  |                  |                  |                  |                  |                  |                  |
| 1997/98          | 62:20             | 75,6             | 2:4 in den NBA-Finals gegen Chicago Bulls                                 |                  |                  |                  |                  |                  |                  |                  |
| 1998/99          | 37:13             | 74,0             | 2:4 in den Western Conference Halbfinals gegen die Portland Trail Blazers |                  |                  |                  |                  |                  |                  |                  |
| 1999/00          | 55:27             | 67,1             | 1:4 in den Western Conference Halbfinals gegen die Portland Trail Blazers |                  |                  |                  |                  |                  |                  |                  |
| 2000/01          | 53:29             | 64,6             | 2:3 in der ersten Runde gegen die Dallas Mavericks                        |                  |                  |                  |                  |                  |                  |                  |
| 2001/02          | 44:38             | 53,7             | 1:3 in der ersten Runde gegen die Sacramento Kings                        |                  |                  |                  |                  |                  |                  |                  |
| 2002/03          | 47:35             | 57,3             | 1:4 in der ersten Runde gegen die Sacramento Kings                        |                  |                  |                  |                  |                  |                  |                  |
| 2003/04          | 42:40             | 51,2             | Nicht für die Play-offs qualifiziert                                      |                  |                  |                  |                  |                  |                  |                  |
| 2004/05          | 26:56             | 31,7             | Nicht für die Play-offs qualifiziert                                      |                  |                  |                  |                  |                  |                  |                  |
| 2005/06          | 41:41             | 50,0             | Nicht für die Play-offs qualifiziert                                      |                  |                  |                  |                  |                  |                  |                  |
| 2006/07          | 51:31             | 62,2             | 1:4 in den Western Conference Finals gegen die San Antonio Spurs          |                  |                  |                  |                  |                  |                  |                  |
| 2007/08          | 54:28             | 65,9             | 2:4 in den Western Conference Halbfinals gegen die Los Angeles Lakers     |                  |                  |                  |                  |                  |                  |                  |
| 2008/09          | 48:34             | 58,5             | 1:4 in der ersten Runde gegen die Los Angeles Lakers                      |                  |                  |                  |                  |                  |                  |                  |
| 2009/10          | 53:29             | 64,6             | 0:4 in den Western Conference Halbfinals gegen die Los Angeles Lakers     |                  |                  |                  |                  |                  |                  |                  |
| 2010/11          | 39:43             | 47,6             | Nicht für die Play-offs qualifiziert                                      |                  |                  |                  |                  |                  |                  |                  |
| 2011/12          | 36:30             | 54,5             | 0:4 in der ersten Runde gegen die San Antonio Spurs                       |                  |                  |                  |                  |                  |                  |                  |
| 2012/13          | 43:39             | 52,4             | Nicht für die Play-offs qualifiziert                                      |                  |                  |                  |                  |                  |                  |                  |
| 2013/14          | 25:57             | 30,5             | Nicht für die Play-offs qualifiziert                                      |                  |                  |                  |                  |                  |                  |                  |
| 2014/15          | 38:44             | 46,3             | Nicht für die Play-offs qualifiziert                                      |                  |                  |                  |                  |                  |                  |                  |
| 2015/16          | 40:42             | 48,8             | Nicht für die Play-offs qualifiziert                                      |                  |                  |                  |                  |                  |                  |                  |
| 2016/17          | 51:31             | 62,2             | 0:4 in den Western Conference Halbfinals gegen die Golden State Warriors  |                  |                  |                  |                  |                  |                  |                  |
| 2017/18          | 48:34             | 58,5             | 1:4 in den Western Conference Halbfinals gegen die Houston Rockets        |                  |                  |                  |                  |                  |                  |                  |
| 2018/19          | 50:32             | 61,0             | 1:4 in der ersten Runde gegen die Houston Rockets                         |                  |                  |                  |                  |                  |                  |                  |
| 2019/20          | 44:28             | 61,1             | 3:4 in der ersten Runde gegen die Denver Nuggets                          |                  |                  |                  |                  |                  |                  |                  |
| 2020/21          | 52:20             | 72,2             | 2:4 in den Western Conference Halbfinals gegen die Los Angeles Clippers   |                  |                  |                  |                  |                  |                  |                  |
| 2021/22          | 49:33             | 59,8             | 2:4 in der ersten Runde gegen die Dallas Mavericks                        |                  |                  |                  |                  |                  |                  |                  |
| 2022/23          | 37:45             | 45,1             | Nicht für die Play-offs qualifiziert                                      |                  |                  |                  |                  |                  |                  |                  |
| 2023/24          | 31:51             | 37,8             | Nicht für die Play-offs qualifiziert                                      |                  |                  |                  |                  |                  |                  |                  |
| 2024/25          | 17:65             | 20,7             | Nicht für die Play-offs qualifiziert                                      |                  |                  |                  |                  |                  |                  |                  |
| Gesamt           | 2196:1922         | 53,3             | 135:157 in den Playoffs (46,2 %) Stand: April 2025                        |                  |                  |                  |                  |                  |                  |                  |

## Sonstiges
- Die Jazz waren über 40 Jahre das letzte NBA-Team, das nie 60 Spiele in einer Saison verlor. In der Saison 2024–25 wurden 65 NBA-Spiele verloren und damit erstmals mehr als 60 NBA-Spiele verloren.
- Der höchste Sieg jemals gelang mit 144:96 zu Hause gegen die Milwaukee Bucks am 27. Januar 1990. Die Einstellung des Rekordes gelang am 28. März 2016 gegen die Los Angeles Lakers mit 123:75 (48 Punkte).